# 9 de 8

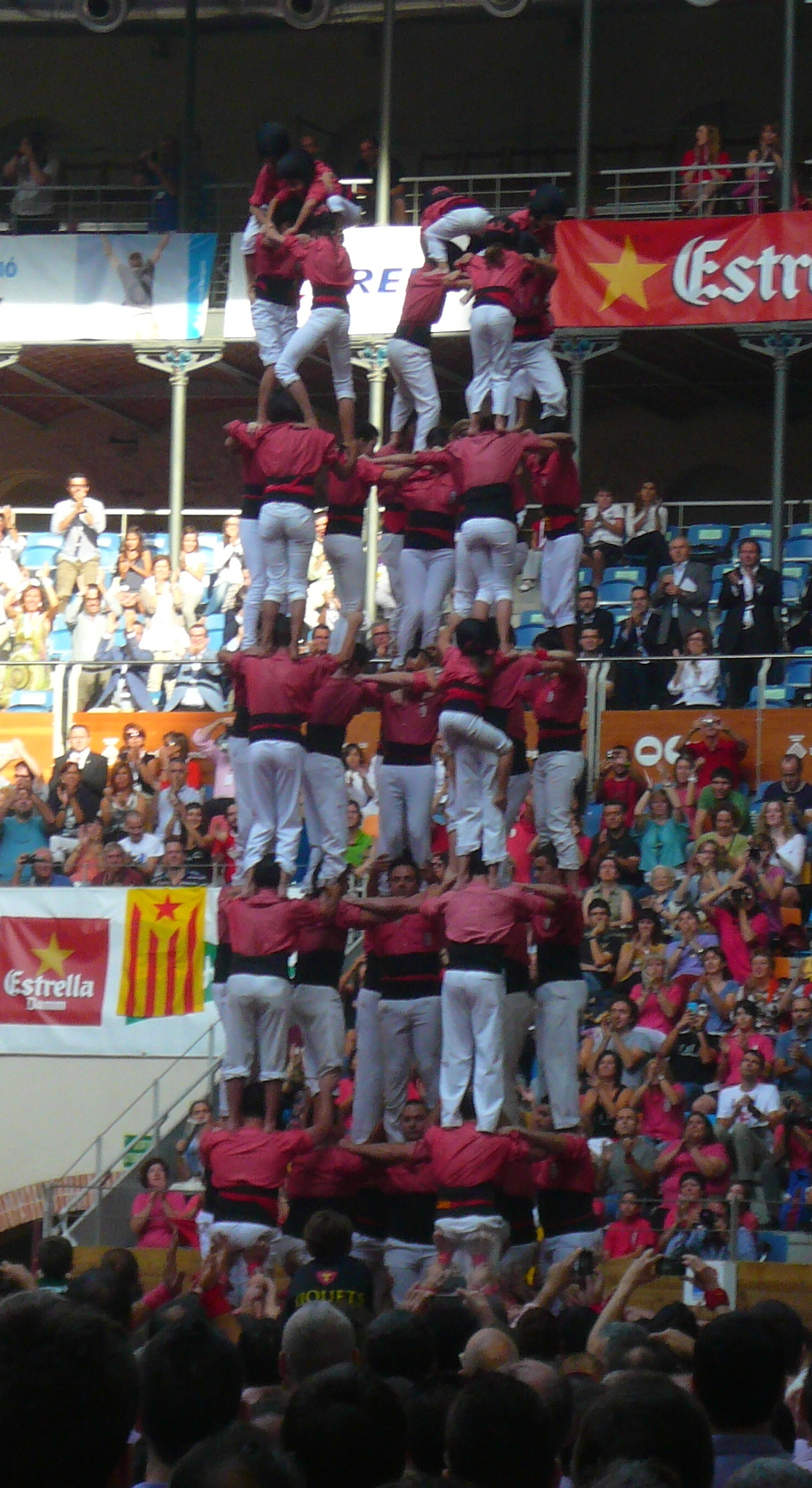
9 de 8 de la Colla Vella dels Xiquets de Valls al XXIV Concurs de castells de Tarragona

El 9 de 8 és un castell de gamma extra de vuit pisos, amb 9 castellers a cada pis. És la construcció castellera sense folre que requereix més castellers i canalla (llevat del 10 de 8). Va ser descarregat per primera vegada el 7 d'octubre del 2001 per part de la Colla Vella dels Xiquets de Valls i fins a l'actualitat ha estat assolit per 7 colles diferents i intentat per una més.
El fet de considerar el 9 de 8 com a castell de gamma extra ha estat sovint molt discutit. De fet, amb les dades a la mà, podem observar que el percentatge d'èxit d'aquest castell (94,6%) és molt superior al percentatge d'èxit del 3 de 9 amb folre (83,4% al final de la temporada 2023). Si observem el percentatge de castells descarregats, la diferència encara s'accentua més: 88,3% del 9 de 8 contra un 73,8% del 3 de 9 amb folre.
De la mateixa manera que el 9 de 6 o el 9 de 7, el 9 de 8 és un castell d'estructura composta, que consta d'un 3 central, amb un 2 (o torre) adossat a cadascuna de les rengles del 3. Al capdamunt de cada torre se situa un pom de dalt. Es pot fer amb un sol enxaneta que coroni successivament cada pom de dalt, o bé amb tres enxanetes (un per cada pom de dalt).

## Història

### Primers nous de vuit
La primera colla que va intentar el 9 de 8 va ser la Colla Vella dels Xiquets de Valls, la qual el carregà i descarregà per primera vegada i al primer intent, el 7 d'octubre del 2001 a la diada del Mercadal a Reus, amb tres enxanetes. La mateixa colla el tornaria a descarregar dos anys més tard el 5 d'octubre del 2003 en la mateixa diada i plaça. Aquest castell no es tornaria a intentar fins al 2011.
Destacar que aquest primers 9 de 8 no eren vàlids segons les bases del concurs de castells de l'època. Ja que exigia que fossin fets amb una sola enxaneta.
En el de 2011 les normes s'havien canviat i ja era vàlid.

### Dècada del 2010
La tercera ocasió fou en la diada de Sant Fèlix 2011, i la quarta en la diada de la Mare de Déu d'Agost a La Bisbal del Penedès el 15 d'agost de 2012, mentre que a la Diada del primer diumenge de les Festes de Santa Tecla del 2011 només el van poder carregar. Per la seva banda la Colla Jove Xiquets de Tarragona va aconseguir descarregar-lo per la Diada del primer diumenge de les Festes de Santa Tecla del 2012, en el que era el primer intent dels liles, convertint-se així en el primer castell de gamma extra descarregat per una colla tarragonina. La tercera agrupació en assolir-lo fou la Colla Joves Xiquets de Valls; al completar-lo en el Concurs de Tarragona del mateix any per primera vegada, gràcies al qual obtingueren la segona plaça. En una diada on va ser completat per les tres colles que el tenen en el seu haver.
Els Castellers de Vilafranca foren la quarta colla en assolir el 9 de 8, el 2013, per la Diada de les Santes de Mataró. En aquesta ocasió va esdevenir la primera a realitzar el castell en la variant d'un sol enxaneta. Els Minyons de Terrassa descarregaren per primera vegada el 9 de 8 l'any 2014 en la Vigília de la Festa Major de Terrassa, en la seva variant amb tres enxanetes.
Els Castellers de Barcelona van ser la sisena colla en descarregar aquest castell, entrant així al grup de les colles de gamma extra, el 2 de novembre de l'any 2014. Dos anys més tard, els Capgrosos de Mataró es convertien en la setena colla que l'assolia, quedant tan sols en carregat, a Girona. A finals de l'any 2016, i en la seva XX Diada, els Castellers de la Vila de Gràcia van intentar per primera vegada aquest castell, quedant en intent desmuntat per la indecisió de la canalla.
Als últims anys de la dècada el castell va ser freqüentat habitualment per la Colla Jove Xiquets de Tarragona, qui en va consolidar un extraordinari domini, i que el van completar altre cop a la Tarraco Arena Plaça durant el XXVII Concurs de Castells; esdevenint així un dels castells bandera de la colla. Igualment, la Colla Vella dels Xiquets de Valls el va freqüentar, en el seu cas com un castell encarat al rodatge de noves persones castelleres que conformen el tronc.

### Dècada del 2020 i respresa castellera
L'any 2020, a causa de l'esclat de la pandèmia de la COVID-19, l'activitat castellera es veu obligada a aturar-se pràcticament un any i mig. Aquesta aturada va fer que les colles haguessin de recomposar-se i començar assolint castells de menor entitat, pel que el 9 de 8 va quedar inèdit l'any 2021 i part del 2022, quan la majoria de colles van poder reprendre l'activitat de forma més o menys habitual.
En el marc del XXVIII Concurs de Castells la Colla Jove Xiquets de Tarragona, qui ha demostrat històricament tenir un major domini de la construcció, va fer-ne un primer intent fallit; el primer intent des de la represa. No va ser fins al 29 de juliol de 2023 que els Castellers de Vilafranca van completar el castell, que van repetir fins en 3 ocasions més durant l'any 2023. Els Verds el van completar amb la intenció de pujar l'estructura sobre d'un folre, fet que van assolir carregant el 9 de 9 amb folre a la diada de Tots Sants d'aquell mateix any.

## Variants
De la mateixa manera que els altres castells d'estructura composta de nou (9 de 6, 9 de 7), hi ha dues variants per a realitzar el 9 de 8, anomenades habitualment «9 de 8 amb tres enxanetes» i «9 de 8 amb un enxaneta». D'altra banda, i només realitzat una vegada l'any 2014 com a excentricitat per part dels Castellers de Vilafranca, hi ha hagut un «9 de 8 amb cinc aletes».

### Amb tres enxanetes
El 9 de 8 amb tres enxanetes va ser la primera variant amb què es va descarregar el 9 de 8 i és la més comuna. En aquesta modalitat tres enxanetes diferents pugen a cadascuna de les estructures externes de dos (o torre) del castell i coronen els tres poms de dalt intentant que l'aleta sigui simultània en els tres enxanetes. La Colla Vella dels Xiquets de Valls, la Colla Jove Xiquets de Tarragona, la Colla Joves Xiquets de Valls i els Minyons de Terrassa l'han realitzat sempre amb aquesta variant. Els Capgrossos de Mataró, que l'han carregat un cop, també el van fer amb 3 enxanetes.

### Amb un enxaneta
El 9 de 8 amb un enxaneta (de vegades anomenat 9 de 8 amb una enxaneta) és una variant del 9 de 8 feta amb un sol enxaneta que corona els tres poms de dalt. L'enxaneta puja per una de les torres i hi fa la primera aleta; tot seguit baixa el pom de dalt que acaba de coronar i s'enfila al de la següent torre del castell on fa la segona aleta; i després de baixar-ne i pujar al darrer pom que queda fa la tercera aleta i el castell es considera carregat. Va ser realitzat per primera vegada el 21 de juliol del 2013 en la diada de les Santes de Mataró per part dels Castellers de Vilafranca, i el 2 de novembre del 2014 també el van fer amb aquesta modalitat els Castellers de Barcelona, al primer intent.

## Cronologia
La següent taula mostra una cronologia de tots els intents de 9 de 8 fets fins a l'actualitat. Hi figuren les colles que l'han intentat, la data, la diada, la plaça, el resultat del castell, els altres castells intentats en l'actuació i un comentari de cada una de les temptatives.
| \| Núm. \| Colla \| Data \| Diada \| Plaça \| Resultat \| Actuació \| Variant \| Notes \| Ref. \| \| ----------------------------------------------------------------------------------------------------------- \| --------------------------------- \| ------------------- \| --------------------- \| ------------------------ \| ----------- \| -------------------------------------- \| ----------- \| ---------------------------------------------------------------------------------------------------------------------------------------- \| ---- \| \| 1 \| Colla Vella dels Xiquets de Valls \| 7 d'octubre de 2001 \| V Diada del Mercadal \| Plaça del Mercadal, Reus \| Descarregat \| 9de8, 4de9f, 4de8p, 2 Pde5 \| 3 enxanetes \| Primer 9de8 descarregat de la història. Primer 9de8 descarregat de la Colla Vella dels Xiquets de Valls. Primer 9de8 descarregat a Reus. \| [11] \| \| 2 \| Colla Vella dels Xiquets de Valls \| 5 d'octubre de 2003 \| VI Diada del Mercadal \| Plaça del Mercadal, Reus \| Descarregat \| 9de8, 4de9fp(i), 4de8p(c), 4de9f, Pde6 \| 3 enxanetes \| \| [12] \| \| Font: Base de Dades de la Coordinadora de Colles Castelleres de Catalunya – Colla Jove Xiquets de Tarragona \| \| \| \| \| \| \| \| \| \| |                                   |                     |                       |                          |             |                                        |             | |        |
| Núm. | Colla                             | Data                | Diada                 | Plaça                    | Resultat    | Actuació                               | Variant     | Notes | Ref.   |
| 1 | Colla Vella dels Xiquets de Valls | 7 d'octubre de 2001 | V Diada del Mercadal  | Plaça del Mercadal, Reus | Descarregat | 9de8, 4de9f, 4de8p, 2 Pde5             | 3 enxanetes | Primer 9de8 descarregat de la història. Primer 9de8 descarregat de la Colla Vella dels Xiquets de Valls. Primer 9de8 descarregat a Reus. | [ 11 ] |
| 2 | Colla Vella dels Xiquets de Valls | 5 d'octubre de 2003 | VI Diada del Mercadal | Plaça del Mercadal, Reus | Descarregat | 9de8, 4de9fp(i), 4de8p(c), 4de9f, Pde6 | 3 enxanetes | | [ 12 ] |
| Font: Base de Dades de la Coordinadora de Colles Castelleres de Catalunya – Colla Jove Xiquets de Tarragona |                                   |                     |                       |                          |             |                                        |             | |        |

| Núm. | Colla                             | Data                | Diada                 | Plaça                    | Resultat    | Actuació                               | Variant     | Notes | Ref.   |
| --- | --------------------------------- | ------------------- | --------------------- | ------------------------ | ----------- | -------------------------------------- | ----------- | --- | ------ |
| 1 | Colla Vella dels Xiquets de Valls | 7 d'octubre de 2001 | V Diada del Mercadal  | Plaça del Mercadal, Reus | Descarregat | 9de8, 4de9f, 4de8p, 2 Pde5             | 3 enxanetes | Primer 9de8 descarregat de la història. Primer 9de8 descarregat de la Colla Vella dels Xiquets de Valls. Primer 9de8 descarregat a Reus. | [ 11 ] |
| 2 | Colla Vella dels Xiquets de Valls | 5 d'octubre de 2003 | VI Diada del Mercadal | Plaça del Mercadal, Reus | Descarregat | 9de8, 4de9fp(i), 4de8p(c), 4de9f, Pde6 | 3 enxanetes | | [ 12 ] |
| Font: Base de Dades de la Coordinadora de Colles Castelleres de Catalunya – Colla Jove Xiquets de Tarragona |                                   |                     |                       |                          |             |                                        |             | |        |

| \| Núm. \| Colla \| Data \| Diada \| Plaça \| Resultat \| Actuació \| Variant \| Notes \| Ref. \| \| ---- \| --------------------------------- \| ---------------------- \| ------------------------------------------------------------------- \| ------------------------------------------------ \| ---------------- \| --------------------------------------------------- \| --------------------------------- \| ---------------------------------------------------------------------------------------------------------------------------------- \| ------------ \| \| 3 \| Colla Vella dels Xiquets de Valls \| 30 d'agost de 2011 \| Diada de Sant Fèlix \| Plaça de la Vila, Vilafranca del Penedès \| Descarregat \| 3de9f, 4de9f, 9de8, Pde7f(c) \| 3 enxanetes \| Primer 9de8 descarregat a Vilafranca del Penedès. \| [13] \| \| 4 \| Colla Vella dels Xiquets de Valls \| 18 de setembre de 2011 \| Diada del primer diumenge de Festes de Santa Tecla \| Plaça de la Font, Tarragona \| Carregat \| 3de9f, 4de9f(c), 9de8(c), Pde6(c) \| 3 enxanetes \| Primer 9de8 carregat a Tarragona. \| [12] \| \| 5 \| Colla Vella dels Xiquets de Valls \| 15 d'agost de 2012 \| Festa Major de la Bisbal del Penedès \| Carrer del Doctor Robert, La Bisbal del Penedès \| Descarregat \| 3de9f, 4de9f, 9de8, Pde7f(c) \| 3 enxanetes \| Primer 9de8 descarregat a la Bisbal del Penedès. \| [12] \| \| 6 \| Colla Joves Xiquets de Valls \| 10 de setembre de 2012 \| Diada Nacional de Catalunya \| Plaça del Blat, Valls \| Intent \| 3de9f, 9de8(i), 5de8, 4de9f, Pde5 \| 3 enxanetes \| Primer intent de 9de8 la Colla Joves Xiquets de Valls. Primer intent de 9de8 a Valls. \| [14] \| \| 7 \| Colla Jove Xiquets de Tarragona \| 16 de setembre de 2012 \| Diada del primer diumenge de Festes de Santa Tecla \| Plaça de la Font, Tarragona \| Descarregat \| 3de9f, 9de8, 5de9f(c), Pde6 \| 3 enxanetes \| Primer 9de8 descarregat de la Colla Jove Xiquets de Tarragona. Primer 9de8 descarregat a Tarragona. \| [15][16][17] \| \| 8 \| Colla Vella dels Xiquets de Valls \| 7 d'octubre de 2012 \| XXIV Concurs de castells de Tarragona \| Tarraco Arena Plaça, Tarragona \| Descarregat \| 9de8, 5de9f, 4de9fp(i), 3de9f \| 3 enxanetes \| \| [18] \| \| 9 \| Colla Jove Xiquets de Tarragona \| 7 d'octubre de 2012 \| XXIV Concurs de castells de Tarragona \| Tarraco Arena Plaça, Tarragona \| Descarregat \| 3de9f, 9de8, 5de9f(i), 4de9f \| 3 enxanetes \| \| [18] \| \| 10 \| Colla Joves Xiquets de Valls \| 7 d'octubre de 2012 \| XXIV Concurs de castells de Tarragona \| Tarraco Arena Plaça, Tarragona \| Descarregat \| 3de9f, 5de9f, 9de8 \| 3 enxanetes \| Primer 9de8 descarregat de la Colla Joves Xiquets de Valls. \| [18] \| \| 11 \| Colla Jove Xiquets de Tarragona \| 14 d'octubre de 2012 \| Diada de Santa Teresa \| Plaça Vella, El Vendrell \| Descarregat \| 9de8, 5de9f(id), 5de9f, 3de9f, Pilar de 7 amb folre \| 3 enxanetes \| Primer 9de8 descarregat al Vendrell. \| [19] \| \| 12 \| Colla Vella dels Xiquets de Valls \| 21 d'octubre de 2012 \| Diada de Santa Úrsula \| Plaça del Blat, Valls \| Descarregat \| 9de8, 5de9f, 4de9fp(i), 3de9f \| 3 enxanetes \| Primer 9de8 descarregat a Valls. \| [20][21] \| \| 13 \| Colla Joves Xiquets de Valls \| 21 d'octubre de 2012 \| Diada de Santa Úrsula \| Plaça del Blat, Valls \| Descarregat \| 5de9f, 9de8, 4de9sf(c) \| 3 enxanetes \| \| [20][21] \| \| 14 \| Castellers de Vilafranca \| 21 de juliol de 2013 \| Diada de les Santes \| Plaça de Santa Anna, Mataró \| Descarregat \| 3de9f, Tde9fm, 9de8, Pde7f \| 1 enxaneta \| Primer 9de8 descarregat dels Castellers de Vilafranca. Primer 9de8 descarregat a Mataró. Primer 9de8 descarregat amb una enxaneta. \| [22][23] \| \| 15 \| Colla Jove Xiquets de Tarragona \| 19 d'agost de 2013 \| Diada de Sant Magí \| Plaça de les Cols, Tarragona \| Descarregat \| 3de9f, 9de8 \| 3 enxanetes \| \| [24] \| \| 16 \| Colla Jove Xiquets de Tarragona \| 24 d'agost de 2013 \| Festa Major del Catllar \| Plaça de la Vila, el Catllar \| Intent desmuntat \| 9de8(id), 9de8, 5de9f, 3de9f, Pde7f \| 3 enxanetes \| Primer intent de 9de8 al Catllar. \| [25] \| \| 17 \| Colla Jove Xiquets de Tarragona \| 24 d'agost de 2013 \| Festa Major del Catllar \| Plaça de la Vila, El Catllar \| Descarregat \| 9de8(id), 9de8, 5de9f, 3de9f, Pde7f \| 3 enxanetes \| Primer 9de8 descarregat al Catllar. \| [25] \| \| 18 \| Colla Jove Xiquets de Tarragona \| 25 d'agost de 2013 \| Festa Major de l'Arboç \| Plaça de la Vila, L'Arboç \| Descarregat \| 3de9f, 9de8, 4de9f(c), Pde7f \| 3 enxanetes \| Primer 9de8 descarregat a l'Arboç. \| [26] \| \| 19 \| Colla Jove Xiquets de Tarragona \| 15 de setembre de 2013 \| Diada del primer diumenge de Festes de Santa Tecla \| Plaça de la Font, Tarragona \| Descarregat \| 9de8, 5de9f, 3de9f, Pde7f \| 3 enxanetes \| \| [27] \| \| 20 \| Castellers de Vilafranca \| 15 de setembre de 2013 \| Diada del primer diumenge de Festes de Santa Tecla \| Plaça de la Font, Tarragona \| Descarregat \| 3de9f, 9de8, 4de9sf, Pde8fm \| 1 enxaneta \| \| [27] \| \| 21 \| Castellers de Vilafranca \| 22 de setembre de 2013 \| Diada de la Mercè \| Plaça de Sant Jaume, Barcelona \| Descarregat \| 4de9f, 3de9fa, 9de8, Pde7f \| 1 enxaneta \| Primer 9de8 descarregat a Barcelona. \| [28] \| \| 22 \| Castellers de Vilafranca \| 5 d'octubre de 2013 \| XI Diada del Mercadal \| Plaça del Mercadal, Reus \| Descarregat \| 9de8, 3de9fa, 4de9f, Pde8fm \| 1 enxaneta \| \| [29] \| \| 23 \| Colla Vella dels Xiquets de Valls \| 5 d'octubre de 2013 \| XI Diada del Mercadal \| Plaça del Mercadal, Reus \| Descarregat \| 3de9f, 9de8, 4de9f, Pde8fm \| 3 enxanetes \| \| [29] \| \| 24 \| Colla Joves Xiquets de Valls \| 27 d'octubre de 2013 \| Diada de Santa Úrsula \| Plaça del Blat, Valls \| Intent \| 5de9f, 4de9sf, 9de8(i), Pde8fm(i), Pde8fm(c) \| 3 enxanetes \| \| [30] \| \| 25 \| Minyons de Terrassa \| 5 de juliol de 2014 \| Vigília de la Festa Major de Terrassa \| Plaça Vella, Terrassa \| Descarregat \| 3de9f, 4de9f, 9de8, Pde6 \| 3 enxanetes \| Primer 9de8 descarregat dels Minyons de Terrassa. Primer 9de8 descarregat a Terrassa. \| [31] \| \| 26 \| Minyons de Terrassa \| 6 de juliol de 2014 \| Festa Major de Terrassa \| Raval de Montserrat, Terrassa \| Descarregat \| 2de9fm(c), 9de8, 5de9f(c), 4 Pde5 \| 3 enxanetes \| \| [32] \| \| 27 \| Castellers de Vilafranca \| 13 de juliol de 2014 \| Diada del Quadre de Santa Rosalia \| Plaça de la Vila, Torredembarra \| Intent desmuntat \| 4de9f, 3de9f, 9de8(id), 9de8(c) \| 1 enxaneta \| Primer intent de 9de8 a Torredembarra. \| [33] \| \| 28 \| Castellers de Vilafranca \| 13 de juliol de 2014 \| Diada del Quadre de Santa Rosalia \| Plaça de la Vila, Torredembarra \| Carregat \| 4de9f, 3de9f, 9de8(id), 9de8(c) \| 1 enxaneta \| Primer 9de8 carregat a Torredembarra. \| [33] \| \| 29 \| Minyons de Terrassa \| 20 de juliol de 2014 \| Diada de les Santes \| Plaça de Santa Anna, Mataró \| Descarregat \| 2de9fm, 4de9f, 9de8, Pde7f(c) \| 3 enxanetes \| \| [34][35] \| \| 30 \| Castellers de Vilafranca \| 20 de juliol de 2014 \| Diada de les Santes \| Plaça de Santa Anna, Mataró \| Descarregat \| 3de9f, Tde9fm(i), 4de9f, 9de8, Pde8fm \| 1 enxaneta \| \| [35] \| \| 31 \| Colla Jove Xiquets de Tarragona \| 2 d'agost de 2014 \| Festa Major de Vilanova i la Geltrú \| Plaça de la Vila, Vilanova i la Geltrú \| Descarregat \| 3de9f, 9de8, 4de9f, Pde7f \| 3 enxanetes \| Primer 9de8 descarregat a Vilanova i la Geltrú. \| [36][37] \| \| 32 \| Castellers de Vilafranca \| 2 d'agost de 2014 \| Festa Major de Vilanova i la Geltrú \| Plaça de la Vila, Vilanova i la Geltrú \| Descarregat \| 4de9f, 9de8, 3de9f, Pde7f \| 1 enxaneta \| \| [36][37] \| \| 33 \| Colla Jove Xiquets de Tarragona \| 19 d'agost de 2014 \| Diada de Sant Magí \| Plaça de les Cols, Tarragona \| Carregat \| 9de8(c), 5de9f, 3de9f, Pde6 \| 3 enxanetes \| \| [38] \| \| 34 \| Castellers de Vilafranca \| 23 d'agost de 2014 \| Festa Major del Catllar \| Plaça de la Vila, El Catllar \| Descarregat \| 9de8, 3de9fa, 3de9f, Pde7f \| 1 enxaneta \| \| [39] \| \| 35 \| Minyons de Terrassa \| 24 d'agost de 2014 \| Festa Major d'Igualada \| Plaça de l'Ajuntament, Igualada \| Descarregat \| 5de8, 9de8, 3de9f \| 3 enxanetes \| Primer 9de8 descarregat a Igualada. \| [40] \| \| 36 \| Colla Jove Xiquets de Tarragona \| 30 d'agost de 2014 \| Diada de Sant Fèlix \| Plaça de la Vila, Vilafranca del Penedès \| Descarregat \| 3de9f, 5de9f, 9de8, Pde8fm(c) \| 3 enxanetes \| \| [41] \| \| 37 \| Minyons de Terrassa \| 31 d'agost de 2014 \| Festa Major de Sitges \| Plaça del Cap de la Vila, Sitges \| Descarregat \| 9de8, 4de9f, 3de9f \| 3 enxanetes \| Primer 9de8 descarregat a Sitges. \| [42] \| \| 38 \| Castellers de Vilafranca \| 14 de setembre de 2014 \| Diada del primer diumenge de Festes de Santa Tecla \| Plaça de la Font, Tarragona \| Descarregat \| 9de8, 4de9fa, 3de9fa, Pde8fm \| 1 enxaneta \| \| \| \| 39 \| Colla Vella dels Xiquets de Valls \| 14 de setembre de 2014 \| Diada del primer diumenge de Festes de Santa Tecla \| Plaça de la Font, Tarragona \| Descarregat \| 3de9f, 4de9fp, 9de8, Pde8fm(c) \| 3 enxanetes \| \| \| \| 40 \| Castellers de Vilafranca \| 21 de setembre de 2014 \| Diada de la Mercè \| Plaça de Sant Jaume, Barcelona \| Descarregat \| 9de8, 3de9fa, 4de9f, Pde7f \| 1 enxaneta 3 enxanetes (5 aletes) \| Primer 9de8 amb 5 aletes (3 enxanetes, una de les quals passant pels tres poms). \| \| \| 41 \| Colla Jove Xiquets de Tarragona \| 23 de setembre de 2014 \| Diada de Santa Tecla \| Plaça de la Font, Tarragona \| Descarregat \| 9de8, 2de9fm(i), 5de9f, 3de9f, Pde8fm(c) \| 3 enxanetes \| \| \| \| 42 \| Colla Jove Xiquets de Tarragona \| 5 d'octubre de 2014 \| XXV Concurs de castells de Tarragona \| Tarraco Arena Plaça, Tarragona \| Descarregat \| 9de8, 5de9f, 3de9fa(i), 3de10fm(c) \| 3 enxanetes \| \| \| \| 43 \| Minyons de Terrassa \| 12 d'octubre de 2014 \| Festa Major de les Corts \| Plaça de Comas, Barcelona \| Descarregat \| 3de9f, 4de9f, 9de8, 3 Pde5 \| 3 enxanetes \| \| \| \| 44 \| Minyons de Terrassa \| 19 d'octubre de 2014 \| Diada dels Castellers de Sants \| Plaça de Bonet i Muixí, Barcelona \| Descarregat \| 2de9fm, 3de9f, 9de8, 2 Pde5 \| 3 enxanetes \| \| \| \| 45 \| Castellers de Barcelona \| 2 de novembre de 2014 \| Diada del Roser \| Plaça de la Vila, Vilafranca del Penedès \| Descarregat \| 9de8, 4de9f, 3de9f, Pde6(c) \| 1 enxaneta \| Primer 9de8 descarregat dels Castellers de Barcelona. \| \| \| 46 \| Minyons de Terrassa \| 8 de novembre de 2014 \| Diada dels Xics de Granollers \| Plaça de la Porxada, Granollers \| Descarregat \| 9de8, 4de9f, 3de9f, Pde7f \| 3 enxanetes \| Primer 9de8 descarregat a Granollers. \| \| \| 47 \| Minyons de Terrassa \| 15 de novembre de 2014 \| Vigília de la XXXVI Diada dels Minyons de Terrassa \| Plaça Vella, Terrassa \| Descarregat \| 9de8, 4de9f, 3de9f, Pde7f \| 3 enxanetes \| \| \| \| 48 \| Castellers de Barcelona \| 16 de novembre de 2014 \| Festa Major del Clot \| Plaça de Valentí Almirall, Barcelona \| Descarregat \| 9de8, 4de9sf(i), 4de9f, 3de9f(c), Pde5 \| 1 enxaneta \| \| \| \| 49 \| Minyons de Terrassa \| 23 de maig de 2015 \| Diada del Patrimoni \| Seu d'Ègara, Terrassa \| Descarregat \| 3de9f, 4de9f, 9de8, Pde7f \| 3 enxanetes \| \| \| \| 50 \| Colla Vella dels Xiquets de Valls \| 24 de juny de 2015 \| Diada de Sant Joan \| Plaça del Blat, Valls \| Carregat \| 3de9f, 2de9fm, 9de8(c), Pde7f \| 3 enxanetes \| \| \| \| 51 \| Minyons de Terrassa \| 5 de juliol de 2015 \| Festa Major de Terrassa \| Raval de Montserrat, Terrassa \| Descarregat \| 2de9fm, 5de9f, 9de8, Pde8fm \| 3 enxanetes \| \| \| \| 52 \| Colla Jove Xiquets de Tarragona \| 19 d'agost de 2015 \| Diada de Sant Magí \| Plaça de les Cols, Tarragona \| Descarregat \| 9de8, 5de9f, 4de9f, Pde7f \| 3 enxanetes \| \| \| \| 53 \| Colla Jove Xiquets de Tarragona \| 22 d'agost de 2015 \| Festa Major del Catllar \| Plaça de la Vila, El Catllar \| Descarregat \| 3de9f, 5de9f, 9de8, Pde8fm \| 3 enxanetes \| \| \| \| 54 \| Minyons de Terrassa \| 3 d'octubre de 2015 \| Diada del Mercadal \| Plaça del Mercadal, Reus \| Descarregat \| 3de9f, 9de8, 4de9f, Pde7f \| 3 enxanetes \| \| \| \| 55 \| Castellers de Barcelona \| 8 de novembre de 2015 \| Diada dels Castellers de la Vila de Gràcia \| Plaça de la Vila de Gràcia, Barcelona \| Descarregat \| 9de8, 3de9f, 4de9f(c), Pde6 \| 1 enxaneta \| \| \| \| 56 \| Castellers de Barcelona \| 15 de novembre de 2015 \| Festa Major del Clot \| Plaça de Valentí Almirall, Barcelona \| Descarregat \| 9de8, 3de9f, 4de9f, Pde6 \| 1 enxaneta \| \| \| \| 57 \| Castellers de Barcelona \| 22 de novembre de 2015 \| XXVIII Diada dels Minyons de Terrassa \| Plaça Vella, Terrassa \| Carregat \| 9de8(c), 3de9f, 5de8, Pde7f(c) \| 1 enxaneta \| \| \| \| 58 \| Minyons de Terrassa \| 24 de juliol de 2016 \| Diada de les Santes \| Plaça de Santa Anna, Mataró \| Descarregat \| 2de9fm, 9de8, 4de9f, Pde6 \| 3 enxanetes \| \| \| \| 59 \| Colla Jove Xiquets de Tarragona \| 30 de juliol de 2016 \| Diada de les Neus \| Plaça de la Vila, Vilanova i la Geltrú \| Descarregat \| 3de9f, 9de8, 4de9f, Pde8fm \| 3 enxanetes \| \| \| \| 60 \| Colla Jove Xiquets de Tarragona \| 19 d'agost de 2016 \| Diada de Sant Magí \| Plaça de les Cols, Tarragona \| Descarregat \| 9de8, 5de9f, 3de9f, Pde8fm(c) \| 3 enxanetes \| \| \| \| 61 \| Colla Jove Xiquets de Tarragona \| 27 d'agost de 2016 \| Festa Major del Catllar \| Plaça de la Vila, El Catllar \| Descarregat \| 9de8 5de9f(id), 5de9f, 4de9f, Pde7f \| 3 enxanetes \| \| \| \| 62 \| Colla Jove Xiquets de Tarragona \| 28 d'agost de 2016 \| Festa Major de l'Arboç \| Plaça de la Vila, L'Arboç \| Descarregat \| 5de9f, 9de8, 4de9f, Pde7f \| 3 enxanetes \| \| \| \| 63 \| Minyons de Terrassa \| 4 de setembre de 2016 \| Festa Major de Sabadell \| Plaça de Sant Roc, Sabadell \| Descarregat \| 3de9f, 9de8, 4de9f, Pde6 \| 3 enxanetes \| \| \| \| 64 \| Colla Jove Xiquets de Tarragona \| 11 de setembre de 2016 \| Diada Nacional de Catalunya \| Pla de la Seu, Tarragona \| Descarregat \| 3de9f, 9de8, 4de9f, Pde6 \| 3 enxanetes \| \| \| \| 65 \| Minyons de Terrassa \| 18 de setembre de 2016 \| Festa Major d'Esplugues de Llobregat \| Plaça de Santa Magdalena, Esplugues de Llobregat \| Descarregat \| 3de9f, 9de8, 5de8, Pde7f \| 3 enxanetes \| Primer 9de8 descarregat a Esplugues de Llobregat. \| \| \| 66 \| Colla Jove Xiquets de Tarragona \| 18 de setembre de 2016 \| Diada del primer diumenge de Festes de Santa Tecla \| Plaça de la Font, Tarragona \| Descarregat \| 5de9f, 3de9fa(i), 4de9f, 9de8, Pde8fm(c) \| 3 enxanetes \| \| \| \| 67 \| Colla Jove Xiquets de Tarragona \| 23 de setembre de 2016 \| Diada de Santa Tecla \| Plaça de la Font, Tarragona \| Descarregat \| 5de9f, 3de9fa(c), 9de8, Pde6 \| 3 enxanetes \| \| \| \| 68 \| Colla Jove Xiquets de Tarragona \| 2 d'octubre de 2016 \| XXVI Concurs de castells de Tarragona \| Tarraco Arena Plaça, Tarragona \| Descarregat \| 5de9f, 3de9fa, 3de10fm(i), 9de8 \| 3 enxanetes \| \| \| \| 69 \| Colla Jove Xiquets de Tarragona \| 16 d'octubre de 2016 \| Diada de Santa Teresa \| Plaça Vella, El Vendrell \| Descarregat \| 3de10fm, 5de9f, 3de9fa(i), 9de8, Pde8fm \| 3 enxanetes \| \| \| \| 70 \| Capgrossos de Mataró \| 30 d'octubre de 2016 \| Diada de Sant Narcís \| Plaça del Vi, Girona \| Carregat \| 3de9f, 9de8(c), 2de8f, Pde5 \| 3 enxanetes \| Primer 9de8 carregat dels Capgrossos de Mataró. Primer 9de8 carregat a Girona. \| \| \| 71 \| Castellers de la Vila de Gràcia \| 20 de novembre de 2016 \| XX Diada dels Castellers de la Vila de Gràcia \| Plaça de la Vila de Gràcia, Barcelona \| Intent desmuntat \| 5de8, 3de9f(id), 3de9f, 9de8(id) \| 3 enxanetes \| Primer intent de 9de8 dels Castellers de la Vila de Gràcia. \| \| \| 72 \| Colla Jove Xiquets de Tarragona \| 24 de juny de 2017 \| Diada de Sant Joan \| Plaça de la Font, Tarragona \| Descarregat \| 3de9f, 4de9f, 9de8, Pde7f \| 3 enxanetes \| \| \| \| 73 \| Colla Jove Xiquets de Tarragona \| 29 de juliol de 2017 \| Diada de les Neus \| Plaça de la Vila, Vilanova i la Geltrú \| Descarregat \| 9de8, 5de9f, 4de9f, Pde8fm \| 3 enxanetes \| \| \| \| 74 \| Colla Jove Xiquets de Tarragona \| 26 d'agost de 2017 \| Festa Major del Catllar \| Plaça de la Vila, El Catllar \| Descarregat \| 5de9f, 2de9fm, 9de8, Pde8fm \| 3 enxanetes \| \| \| \| 75 \| Colla Jove Xiquets de Tarragona \| 27 d'agost de 2017 \| Festa Major de l'Arboç \| Plaça de la Vila, L'Arboç \| Descarregat \| 5de9f, 9de8, 4de9f, Pde8fm(c) \| 3 enxanetes \| \| \| \| 76 \| Colla Vella dels Xiquets de Valls \| 10 de setembre de 2017 \| Diada Nacional de Catalunya \| Plaça del Blat, Valls \| Descarregat \| 9de8, 2de9fm(c), 3de9f, Pde7f \| 3 enxanetes \| \| \| \| 77 \| Colla Vella dels Xiquets de Valls \| 30 de setembre de 2017 \| Diada de Sant Miquel \| Plaça de la Paeria, Lleida \| Descarregat \| 9de8, 5de9f, 4de9f, Pde6 \| 3 enxanetes \| Primer 9de8 descarregat a Lleida. \| \| \| 78 \| Colla Vella dels Xiquets de Valls \| 7 d'octubre de 2017 \| Diada del Mercadal \| Plaça del Mercadal, Reus \| Descarregat \| 5de9f, 4de10fm, 3de9fp(id), 9de8, Pde7f \| 3 enxanetes \| \| \| \| 79 \| Colla Vella dels Xiquets de Valls \| 23 de juny de 2018 \| Diada de Completes \| Plaça del Blat, Valls \| Descarregat \| 5de8, 3de9f, 9de8, Pde7f \| 3 enxanetes \| \| \| \| 80 \| Colla Vella dels Xiquets de Valls \| 15 de juliol de 2018 \| Diada de les Cultures \| Plaça del Pou, Altafulla \| Descarregat \| 4de9f, 3de9f, 9de8, Pde6(c) \| 3 enxanetes \| Primer 9de8 descarregat a Altafulla. \| \| \| 81 \| Colla Vella dels Xiquets de Valls \| 21 de juliol de 2018 \| Festa Major de les Vivendes de la Colla Vella dels Xiquets de Valls \| Plaça del Mig, Valls \| Descarregat \| 3de9f, 9de8, 4de9f(id), 4de8p, Pde6 \| 3 enxanetes \| \| \| \| 82 \| Minyons de Terrassa \| 22 de juliol de 2018 \| Diada de les Santes \| Plaça de Santa Anna, Mataró \| Descarregat \| 9de8, 2de9fm(c), 3de9f, 2 Pde5 \| 3 enxanetes \| \| \| \| 83 \| Colla Jove Xiquets de Tarragona \| 28 de juliol de 2018 \| Diada de les Neus \| Plaça de la Vila, Vilanova i la Geltrú \| Descarregat \| 9de8, 5de9f, 3de9f, Pde8fm \| 3 enxanetes \| \| \| \| 84 \| Colla Jove Xiquets de Tarragona \| 29 de juliol de 2018 \| Festa Major de Vilallonga del Camp \| Plaça de l'Església, Vilallonga del Camp \| Descarregat \| 9de8, 3de9f(id), 3de9f, 4de9f, 4 Pde4 \| 3 enxanetes \| Primer 9de8 descarregat a Vilallonga del Camp. \| \| \| 85 \| Colla Vella dels Xiquets de Valls \| 29 de juliol de 2018 \| Festa Major de Vilallonga del Camp \| Plaça de l'Església, Vilallonga del Camp \| Descarregat \| 3de9f, 2de8sf, 9de8, Pde7f \| 3 enxanetes \| \| \| \| 86 \| Colla Jove Xiquets de Tarragona \| 12 d'agost de 2018 \| Festa Major de Llorenç del Penedès \| Plaça de la Vila, Llorenç del Penedès \| Descarregat \| 9de8, 3de9f, 4de8a, Pde7f \| 3 enxanetes \| Primer 9de8 descarregat a Llorenç del Penedès. \| \| \| 87 \| Colla Vella dels Xiquets de Valls \| 15 d'agost de 2018 \| Festa Major de la Bisbal del Penedès \| Carrer del Doctor Robert, La Bisbal del Penedès \| Descarregat \| 5de9f, 4de9fp(c), 9de8, Pde7f \| 3 enxanetes \| \| \| \| 88 \| Colla Vella dels Xiquets de Valls \| 18 d'agost de 2018 \| 70è aniversari dels Castellers de Vilafranca \| Plaça de la Vila, Vilafranca del Penedès \| Descarregat \| 5de9f, 2de8sf, 9de8, Pde7f \| 3 enxanetes \| \| \| \| 89 \| Colla Jove Xiquets de Tarragona \| 19 d'agost de 2018 \| Diada de Sant Magí \| Plaça de les Cols, Tarragona \| Descarregat \| 5de9f(c), 9de8, 2de9fm(c), Pde7f \| 3 enxanetes \| \| \| \| 90 \| Colla Jove Xiquets de Tarragona \| 25 d'agost de 2018 \| Festa Major del Catllar \| Plaça de la Vila, El Catllar \| Descarregat \| 5de9f, 4de9fa, 9de8, Pde8fm \| 3 enxanetes \| \| \| \| 91 \| Colla Jove Xiquets de Tarragona \| 26 d'agost de 2018 \| Festa Major de l'Arboç \| Plaça de la Vila, L'Arboç \| Descarregat \| 9de8, 5de9f, 3de9f, Pde8fm \| 3 enxanetes \| \| \| \| 92 \| Colla Vella dels Xiquets de Valls \| 26 d'agost de 2018 \| Festa Major de l'Arboç \| Plaça de la Vila, L'Arboç \| Descarregat \| 4de9fp, 4de9f, 9de8, Pde7f \| 3 enxanetes \| \| \| \| 93 \| Minyons de Terrassa \| 30 d'agost de 2018 \| Diada de Sant Fèlix \| Plaça de la Vila, Vilafranca del Penedès \| Descarregat \| 2de8sf(i), 2de9fm(c), 4de9f, 9de8, Pde6 \| 3 enxanetes \| \| \| \| 94 \| Colla Vella dels Xiquets de Valls \| 10 de setembre de 2018 \| Vigília de la Diada Nacional de Catalunya \| Plaça del Blat, Valls \| Carregat \| 2de8sf, 4de9fp, 9de8(c), Pde7f \| 3 enxanetes \| \| \| \| 95 \| Colla Jove Xiquets de Tarragona \| 11 de setembre de 2018 \| Diada Nacional de Catalunya \| Pla de la Seu, Tarragona \| Descarregat \| 9de8, 3de9f, 5de8, Pde7f \| 3 enxanetes \| \| \| \| 96 \| Colla Jove Xiquets de Tarragona \| 23 de setembre de 2018 \| Diada de Santa Tecla \| Plaça de la Font, Tarragona \| Descarregat \| 3de10fm(c), 4de9fa(id), 9de8, 4de9f(id), Pde8fm(c) \| 3 enxanetes \| \| \| \| 97 \| Colla Jove Xiquets de Tarragona \| 7 d'octubre de 2018 \| XXVII Concurs de castells de Tarragona \| Tarraco Arena Plaça, Tarragona \| Descarregat \| 5de9f, 3de10fm(c), 9de8 \| 3 enxanetes \| \| \| \| 98 \| Colla Jove Xiquets de Tarragona \| 14 de juliol de 2019 \| Diada del Quadre de Santa Rosalia \| Plaça de la Vila, Torredembarra \| Descarregat \| 3de9f, 4de9f(id), 9de8, 4de9f(id), 5de8, Pde6 \| 3 enxanetes \| Primer 9de8 descarregat a Torredembarra. \| \| \| 99 \| Colla Jove Xiquets de Tarragona \| 3 d'agost de 2019 \| Diada de les Neus \| Plaça de la Vila, Vilanova i la Geltrú \| Descarregat \| 9de8, 4de9f, 3de9f, Pde7f \| 3 enxanetes \| \| \| \| 100 \| Colla Jove Xiquets de Tarragona \| 19 d'agost de 2019 \| Diada de Sant Magí \| Plaça de les Cols, Tarragona \| Descarregat \| 9de8, 5de9f, 3de9f, Pde7f \| 3 enxanetes \| \| \| \| 101 \| Colla Jove Xiquets de Tarragona \| 30 d'agost de 2019 \| Diada de Sant Fèlix \| Plaça de la Vila, Vilafranca del Penedès \| Descarregat \| 4de9fa(i), 9de8, 3de10fm(id), 3de9f, 4de9f, Pde8fm \| 3 enxanetes \| \| \| \| 102 \| Colla Jove Xiquets de Tarragona \| 15 de setembre de 2019 \| Diada del primer diumenge de Festes de Santa Tecla \| Plaça de la Font, Tarragona \| Descarregat \| 9de8, 5de9f(c), 4de9fa(c), Pde7f \| 3 enxanetes \| \| \| \| 103 \| Colla Jove Xiquets de Tarragona \| 23 de setembre de 2019 \| Diada de Santa Tecla \| Plaça de la Font, Tarragona \| Descarregat \| 9de8, 4de9fa(i), 3de9f(c), 4de8, Pde7f \| 3 enxanetes \| \| \| \| 104 \| Minyons de Terrassa \| 13 d'octubre de 2019 \| Diada de la Nova Atenes \| Parc de Sant Jordi, Terrassa \| Descarregat \| 2de9fm, 9de8, 4de9f, Pde8fm \| 3 enxanetes \| \| \| \| 105 \| Minyons de Terrassa \| 27 d'octubre de 2019 \| Diada de Sant Narcís \| Plaça del Vi, Girona \| Descarregat \| 9de8, 2de9fm, 4de9f, Pde8fm \| 3 enxanetes \| Primer 9de8 descarregat a Girona. \| \| \| 106 \| Minyons de Terrassa \| 17 de novembre de 2019 \| XLI Diada dels Minyons de Terrassa \| Plaça Vella, Terrassa \| Descarregat \| 2de9fm, 3de10fm(c), 9de8, Pde8fm \| 3 enxanetes \| \| \| |                                   |                        |                                                                     |                                                  |                  |                                                     |                                   | |                      |
| Núm. | Colla                             | Data                   | Diada                                                               | Plaça                                            | Resultat         | Actuació                                            | Variant                           | Notes | Ref.                 |
| 3 | Colla Vella dels Xiquets de Valls | 30 d'agost de 2011     | Diada de Sant Fèlix                                                 | Plaça de la Vila, Vilafranca del Penedès         | Descarregat      | 3de9f, 4de9f, 9de8, Pde7f(c)                        | 3 enxanetes                       | Primer 9de8 descarregat a Vilafranca del Penedès.                                                                                  | [ 13 ]               |
| 4 | Colla Vella dels Xiquets de Valls | 18 de setembre de 2011 | Diada del primer diumenge de Festes de Santa Tecla                  | Plaça de la Font, Tarragona                      | Carregat         | 3de9f, 4de9f(c), 9de8(c), Pde6(c)                   | 3 enxanetes                       | Primer 9de8 carregat a Tarragona.                                                                                                  | [ 12 ]               |
| 5 | Colla Vella dels Xiquets de Valls | 15 d'agost de 2012     | Festa Major de la Bisbal del Penedès                                | Carrer del Doctor Robert, La Bisbal del Penedès  | Descarregat      | 3de9f, 4de9f, 9de8, Pde7f(c)                        | 3 enxanetes                       | Primer 9de8 descarregat a la Bisbal del Penedès.                                                                                   | [ 12 ]               |
| 6 | Colla Joves Xiquets de Valls      | 10 de setembre de 2012 | Diada Nacional de Catalunya                                         | Plaça del Blat, Valls                            | Intent           | 3de9f, 9de8(i), 5de8, 4de9f, Pde5                   | 3 enxanetes                       | Primer intent de 9de8 la Colla Joves Xiquets de Valls. Primer intent de 9de8 a Valls.                                              | [ 14 ]               |
| 7 | Colla Jove Xiquets de Tarragona   | 16 de setembre de 2012 | Diada del primer diumenge de Festes de Santa Tecla                  | Plaça de la Font, Tarragona                      | Descarregat      | 3de9f, 9de8, 5de9f(c), Pde6                         | 3 enxanetes                       | Primer 9de8 descarregat de la Colla Jove Xiquets de Tarragona. Primer 9de8 descarregat a Tarragona.                                | [ 15 ] [ 16 ] [ 17 ] |
| 8 | Colla Vella dels Xiquets de Valls | 7 d'octubre de 2012    | XXIV Concurs de castells de Tarragona                               | Tarraco Arena Plaça, Tarragona                   | Descarregat      | 9de8, 5de9f, 4de9fp(i), 3de9f                       | 3 enxanetes                       | | [ 18 ]               |
| 9 | Colla Jove Xiquets de Tarragona   | 7 d'octubre de 2012    | XXIV Concurs de castells de Tarragona                               | Tarraco Arena Plaça, Tarragona                   | Descarregat      | 3de9f, 9de8, 5de9f(i), 4de9f                        | 3 enxanetes                       | | [ 18 ]               |
| 10 | Colla Joves Xiquets de Valls      | 7 d'octubre de 2012    | XXIV Concurs de castells de Tarragona                               | Tarraco Arena Plaça, Tarragona                   | Descarregat      | 3de9f, 5de9f, 9de8                                  | 3 enxanetes                       | Primer 9de8 descarregat de la Colla Joves Xiquets de Valls.                                                                        | [ 18 ]               |
| 11 | Colla Jove Xiquets de Tarragona   | 14 d'octubre de 2012   | Diada de Santa Teresa                                               | Plaça Vella, El Vendrell                         | Descarregat      | 9de8, 5de9f(id), 5de9f, 3de9f, Pilar de 7 amb folre | 3 enxanetes                       | Primer 9de8 descarregat al Vendrell.                                                                                               | [ 19 ]               |
| 12 | Colla Vella dels Xiquets de Valls | 21 d'octubre de 2012   | Diada de Santa Úrsula                                               | Plaça del Blat, Valls                            | Descarregat      | 9de8, 5de9f, 4de9fp(i), 3de9f                       | 3 enxanetes                       | Primer 9de8 descarregat a Valls.                                                                                                   | [ 20 ] [ 21 ]        |
| 13 | Colla Joves Xiquets de Valls      | 21 d'octubre de 2012   | Diada de Santa Úrsula                                               | Plaça del Blat, Valls                            | Descarregat      | 5de9f, 9de8, 4de9sf(c)                              | 3 enxanetes                       | | [ 20 ] [ 21 ]        |
| 14 | Castellers de Vilafranca          | 21 de juliol de 2013   | Diada de les Santes                                                 | Plaça de Santa Anna, Mataró                      | Descarregat      | 3de9f, Tde9fm, 9de8, Pde7f                          | 1 enxaneta                        | Primer 9de8 descarregat dels Castellers de Vilafranca. Primer 9de8 descarregat a Mataró. Primer 9de8 descarregat amb una enxaneta. | [ 22 ] [ 23 ]        |
| 15 | Colla Jove Xiquets de Tarragona   | 19 d'agost de 2013     | Diada de Sant Magí                                                  | Plaça de les Cols, Tarragona                     | Descarregat      | 3de9f, 9de8                                         | 3 enxanetes                       | | [ 24 ]               |
| 16 | Colla Jove Xiquets de Tarragona   | 24 d'agost de 2013     | Festa Major del Catllar                                             | Plaça de la Vila, el Catllar                     | Intent desmuntat | 9de8(id), 9de8, 5de9f, 3de9f, Pde7f                 | 3 enxanetes                       | Primer intent de 9de8 al Catllar.                                                                                                  | [ 25 ]               |
| 17 | Colla Jove Xiquets de Tarragona   | 24 d'agost de 2013     | Festa Major del Catllar                                             | Plaça de la Vila, El Catllar                     | Descarregat      | 9de8(id), 9de8, 5de9f, 3de9f, Pde7f                 | 3 enxanetes                       | Primer 9de8 descarregat al Catllar.                                                                                                | [ 25 ]               |
| 18 | Colla Jove Xiquets de Tarragona   | 25 d'agost de 2013     | Festa Major de l'Arboç                                              | Plaça de la Vila, L'Arboç                        | Descarregat      | 3de9f, 9de8, 4de9f(c), Pde7f                        | 3 enxanetes                       | Primer 9de8 descarregat a l'Arboç.                                                                                                 | [ 26 ]               |
| 19 | Colla Jove Xiquets de Tarragona   | 15 de setembre de 2013 | Diada del primer diumenge de Festes de Santa Tecla                  | Plaça de la Font, Tarragona                      | Descarregat      | 9de8, 5de9f, 3de9f, Pde7f                           | 3 enxanetes                       | | [ 27 ]               |
| 20 | Castellers de Vilafranca          | 15 de setembre de 2013 | Diada del primer diumenge de Festes de Santa Tecla                  | Plaça de la Font, Tarragona                      | Descarregat      | 3de9f, 9de8, 4de9sf, Pde8fm                         | 1 enxaneta                        | | [ 27 ]               |
| 21 | Castellers de Vilafranca          | 22 de setembre de 2013 | Diada de la Mercè                                                   | Plaça de Sant Jaume, Barcelona                   | Descarregat      | 4de9f, 3de9fa, 9de8, Pde7f                          | 1 enxaneta                        | Primer 9de8 descarregat a Barcelona.                                                                                               | [ 28 ]               |
| 22 | Castellers de Vilafranca          | 5 d'octubre de 2013    | XI Diada del Mercadal                                               | Plaça del Mercadal, Reus                         | Descarregat      | 9de8, 3de9fa, 4de9f, Pde8fm                         | 1 enxaneta                        | | [ 29 ]               |
| 23 | Colla Vella dels Xiquets de Valls | 5 d'octubre de 2013    | XI Diada del Mercadal                                               | Plaça del Mercadal, Reus                         | Descarregat      | 3de9f, 9de8, 4de9f, Pde8fm                          | 3 enxanetes                       | | [ 29 ]               |
| 24 | Colla Joves Xiquets de Valls      | 27 d'octubre de 2013   | Diada de Santa Úrsula                                               | Plaça del Blat, Valls                            | Intent           | 5de9f, 4de9sf, 9de8(i), Pde8fm(i), Pde8fm(c)        | 3 enxanetes                       | | [ 30 ]               |
| 25 | Minyons de Terrassa               | 5 de juliol de 2014    | Vigília de la Festa Major de Terrassa                               | Plaça Vella, Terrassa                            | Descarregat      | 3de9f, 4de9f, 9de8, Pde6                            | 3 enxanetes                       | Primer 9de8 descarregat dels Minyons de Terrassa. Primer 9de8 descarregat a Terrassa.                                              | [ 31 ]               |
| 26 | Minyons de Terrassa               | 6 de juliol de 2014    | Festa Major de Terrassa                                             | Raval de Montserrat, Terrassa                    | Descarregat      | 2de9fm(c), 9de8, 5de9f(c), 4 Pde5                   | 3 enxanetes                       | | [ 32 ]               |
| 27 | Castellers de Vilafranca          | 13 de juliol de 2014   | Diada del Quadre de Santa Rosalia                                   | Plaça de la Vila, Torredembarra                  | Intent desmuntat | 4de9f, 3de9f, 9de8(id), 9de8(c)                     | 1 enxaneta                        | Primer intent de 9de8 a Torredembarra.                                                                                             | [ 33 ]               |
| 28 | Castellers de Vilafranca          | 13 de juliol de 2014   | Diada del Quadre de Santa Rosalia                                   | Plaça de la Vila, Torredembarra                  | Carregat         | 4de9f, 3de9f, 9de8(id), 9de8(c)                     | 1 enxaneta                        | Primer 9de8 carregat a Torredembarra.                                                                                              | [ 33 ]               |
| 29 | Minyons de Terrassa               | 20 de juliol de 2014   | Diada de les Santes                                                 | Plaça de Santa Anna, Mataró                      | Descarregat      | 2de9fm, 4de9f, 9de8, Pde7f(c)                       | 3 enxanetes                       | | [ 34 ] [ 35 ]        |
| 30 | Castellers de Vilafranca          | 20 de juliol de 2014   | Diada de les Santes                                                 | Plaça de Santa Anna, Mataró                      | Descarregat      | 3de9f, Tde9fm(i), 4de9f, 9de8, Pde8fm               | 1 enxaneta                        | | [ 35 ]               |
| 31 | Colla Jove Xiquets de Tarragona   | 2 d'agost de 2014      | Festa Major de Vilanova i la Geltrú                                 | Plaça de la Vila, Vilanova i la Geltrú           | Descarregat      | 3de9f, 9de8, 4de9f, Pde7f                           | 3 enxanetes                       | Primer 9de8 descarregat a Vilanova i la Geltrú.                                                                                    | [ 36 ] [ 37 ]        |
| 32 | Castellers de Vilafranca          | 2 d'agost de 2014      | Festa Major de Vilanova i la Geltrú                                 | Plaça de la Vila, Vilanova i la Geltrú           | Descarregat      | 4de9f, 9de8, 3de9f, Pde7f                           | 1 enxaneta                        | | [ 36 ] [ 37 ]        |
| 33 | Colla Jove Xiquets de Tarragona   | 19 d'agost de 2014     | Diada de Sant Magí                                                  | Plaça de les Cols, Tarragona                     | Carregat         | 9de8(c), 5de9f, 3de9f, Pde6                         | 3 enxanetes                       | | [ 38 ]               |
| 34 | Castellers de Vilafranca          | 23 d'agost de 2014     | Festa Major del Catllar                                             | Plaça de la Vila, El Catllar                     | Descarregat      | 9de8, 3de9fa, 3de9f, Pde7f                          | 1 enxaneta                        | | [ 39 ]               |
| 35 | Minyons de Terrassa               | 24 d'agost de 2014     | Festa Major d'Igualada                                              | Plaça de l'Ajuntament, Igualada                  | Descarregat      | 5de8, 9de8, 3de9f                                   | 3 enxanetes                       | Primer 9de8 descarregat a Igualada.                                                                                                | [ 40 ]               |
| 36 | Colla Jove Xiquets de Tarragona   | 30 d'agost de 2014     | Diada de Sant Fèlix                                                 | Plaça de la Vila, Vilafranca del Penedès         | Descarregat      | 3de9f, 5de9f, 9de8, Pde8fm(c)                       | 3 enxanetes                       | | [ 41 ]               |
| 37 | Minyons de Terrassa               | 31 d'agost de 2014     | Festa Major de Sitges                                               | Plaça del Cap de la Vila, Sitges                 | Descarregat      | 9de8, 4de9f, 3de9f                                  | 3 enxanetes                       | Primer 9de8 descarregat a Sitges.                                                                                                  | [ 42 ]               |
| 38 | Castellers de Vilafranca          | 14 de setembre de 2014 | Diada del primer diumenge de Festes de Santa Tecla                  | Plaça de la Font, Tarragona                      | Descarregat      | 9de8, 4de9fa, 3de9fa, Pde8fm                        | 1 enxaneta                        | |                      |
| 39 | Colla Vella dels Xiquets de Valls | 14 de setembre de 2014 | Diada del primer diumenge de Festes de Santa Tecla                  | Plaça de la Font, Tarragona                      | Descarregat      | 3de9f, 4de9fp, 9de8, Pde8fm(c)                      | 3 enxanetes                       | |                      |
| 40 | Castellers de Vilafranca          | 21 de setembre de 2014 | Diada de la Mercè                                                   | Plaça de Sant Jaume, Barcelona                   | Descarregat      | 9de8, 3de9fa, 4de9f, Pde7f                          | 1 enxaneta 3 enxanetes (5 aletes) | Primer 9de8 amb 5 aletes (3 enxanetes, una de les quals passant pels tres poms).                                                   |                      |
| 41 | Colla Jove Xiquets de Tarragona   | 23 de setembre de 2014 | Diada de Santa Tecla                                                | Plaça de la Font, Tarragona                      | Descarregat      | 9de8, 2de9fm(i), 5de9f, 3de9f, Pde8fm(c)            | 3 enxanetes                       | |                      |
| 42 | Colla Jove Xiquets de Tarragona   | 5 d'octubre de 2014    | XXV Concurs de castells de Tarragona                                | Tarraco Arena Plaça, Tarragona                   | Descarregat      | 9de8, 5de9f, 3de9fa(i), 3de10fm(c)                  | 3 enxanetes                       | |                      |
| 43 | Minyons de Terrassa               | 12 d'octubre de 2014   | Festa Major de les Corts                                            | Plaça de Comas, Barcelona                        | Descarregat      | 3de9f, 4de9f, 9de8, 3 Pde5                          | 3 enxanetes                       | |                      |
| 44 | Minyons de Terrassa               | 19 d'octubre de 2014   | Diada dels Castellers de Sants                                      | Plaça de Bonet i Muixí, Barcelona                | Descarregat      | 2de9fm, 3de9f, 9de8, 2 Pde5                         | 3 enxanetes                       | |                      |
| 45 | Castellers de Barcelona           | 2 de novembre de 2014  | Diada del Roser                                                     | Plaça de la Vila, Vilafranca del Penedès         | Descarregat      | 9de8, 4de9f, 3de9f, Pde6(c)                         | 1 enxaneta                        | Primer 9de8 descarregat dels Castellers de Barcelona.                                                                              |                      |
| 46 | Minyons de Terrassa               | 8 de novembre de 2014  | Diada dels Xics de Granollers                                       | Plaça de la Porxada, Granollers                  | Descarregat      | 9de8, 4de9f, 3de9f, Pde7f                           | 3 enxanetes                       | Primer 9de8 descarregat a Granollers.                                                                                              |                      |
| 47 | Minyons de Terrassa               | 15 de novembre de 2014 | Vigília de la XXXVI Diada dels Minyons de Terrassa                  | Plaça Vella, Terrassa                            | Descarregat      | 9de8, 4de9f, 3de9f, Pde7f                           | 3 enxanetes                       | |                      |
| 48 | Castellers de Barcelona           | 16 de novembre de 2014 | Festa Major del Clot                                                | Plaça de Valentí Almirall, Barcelona             | Descarregat      | 9de8, 4de9sf(i), 4de9f, 3de9f(c), Pde5              | 1 enxaneta                        | |                      |
| 49 | Minyons de Terrassa               | 23 de maig de 2015     | Diada del Patrimoni                                                 | Seu d'Ègara, Terrassa                            | Descarregat      | 3de9f, 4de9f, 9de8, Pde7f                           | 3 enxanetes                       | |                      |
| 50 | Colla Vella dels Xiquets de Valls | 24 de juny de 2015     | Diada de Sant Joan                                                  | Plaça del Blat, Valls                            | Carregat         | 3de9f, 2de9fm, 9de8(c), Pde7f                       | 3 enxanetes                       | |                      |
| 51 | Minyons de Terrassa               | 5 de juliol de 2015    | Festa Major de Terrassa                                             | Raval de Montserrat, Terrassa                    | Descarregat      | 2de9fm, 5de9f, 9de8, Pde8fm                         | 3 enxanetes                       | |                      |
| 52 | Colla Jove Xiquets de Tarragona   | 19 d'agost de 2015     | Diada de Sant Magí                                                  | Plaça de les Cols, Tarragona                     | Descarregat      | 9de8, 5de9f, 4de9f, Pde7f                           | 3 enxanetes                       | |                      |
| 53 | Colla Jove Xiquets de Tarragona   | 22 d'agost de 2015     | Festa Major del Catllar                                             | Plaça de la Vila, El Catllar                     | Descarregat      | 3de9f, 5de9f, 9de8, Pde8fm                          | 3 enxanetes                       | |                      |
| 54 | Minyons de Terrassa               | 3 d'octubre de 2015    | Diada del Mercadal                                                  | Plaça del Mercadal, Reus                         | Descarregat      | 3de9f, 9de8, 4de9f, Pde7f                           | 3 enxanetes                       | |                      |
| 55 | Castellers de Barcelona           | 8 de novembre de 2015  | Diada dels Castellers de la Vila de Gràcia                          | Plaça de la Vila de Gràcia, Barcelona            | Descarregat      | 9de8, 3de9f, 4de9f(c), Pde6                         | 1 enxaneta                        | |                      |
| 56 | Castellers de Barcelona           | 15 de novembre de 2015 | Festa Major del Clot                                                | Plaça de Valentí Almirall, Barcelona             | Descarregat      | 9de8, 3de9f, 4de9f, Pde6                            | 1 enxaneta                        | |                      |
| 57 | Castellers de Barcelona           | 22 de novembre de 2015 | XXVIII Diada dels Minyons de Terrassa                               | Plaça Vella, Terrassa                            | Carregat         | 9de8(c), 3de9f, 5de8, Pde7f(c)                      | 1 enxaneta                        | |                      |
| 58 | Minyons de Terrassa               | 24 de juliol de 2016   | Diada de les Santes                                                 | Plaça de Santa Anna, Mataró                      | Descarregat      | 2de9fm, 9de8, 4de9f, Pde6                           | 3 enxanetes                       | |                      |
| 59 | Colla Jove Xiquets de Tarragona   | 30 de juliol de 2016   | Diada de les Neus                                                   | Plaça de la Vila, Vilanova i la Geltrú           | Descarregat      | 3de9f, 9de8, 4de9f, Pde8fm                          | 3 enxanetes                       | |                      |
| 60 | Colla Jove Xiquets de Tarragona   | 19 d'agost de 2016     | Diada de Sant Magí                                                  | Plaça de les Cols, Tarragona                     | Descarregat      | 9de8, 5de9f, 3de9f, Pde8fm(c)                       | 3 enxanetes                       | |                      |
| 61 | Colla Jove Xiquets de Tarragona   | 27 d'agost de 2016     | Festa Major del Catllar                                             | Plaça de la Vila, El Catllar                     | Descarregat      | 9de8 5de9f(id), 5de9f, 4de9f, Pde7f                 | 3 enxanetes                       | |                      |
| 62 | Colla Jove Xiquets de Tarragona   | 28 d'agost de 2016     | Festa Major de l'Arboç                                              | Plaça de la Vila, L'Arboç                        | Descarregat      | 5de9f, 9de8, 4de9f, Pde7f                           | 3 enxanetes                       | |                      |
| 63 | Minyons de Terrassa               | 4 de setembre de 2016  | Festa Major de Sabadell                                             | Plaça de Sant Roc, Sabadell                      | Descarregat      | 3de9f, 9de8, 4de9f, Pde6                            | 3 enxanetes                       | |                      |
| 64 | Colla Jove Xiquets de Tarragona   | 11 de setembre de 2016 | Diada Nacional de Catalunya                                         | Pla de la Seu, Tarragona                         | Descarregat      | 3de9f, 9de8, 4de9f, Pde6                            | 3 enxanetes                       | |                      |
| 65 | Minyons de Terrassa               | 18 de setembre de 2016 | Festa Major d'Esplugues de Llobregat                                | Plaça de Santa Magdalena, Esplugues de Llobregat | Descarregat      | 3de9f, 9de8, 5de8, Pde7f                            | 3 enxanetes                       | Primer 9de8 descarregat a Esplugues de Llobregat.                                                                                  |                      |
| 66 | Colla Jove Xiquets de Tarragona   | 18 de setembre de 2016 | Diada del primer diumenge de Festes de Santa Tecla                  | Plaça de la Font, Tarragona                      | Descarregat      | 5de9f, 3de9fa(i), 4de9f, 9de8, Pde8fm(c)            | 3 enxanetes                       | |                      |
| 67 | Colla Jove Xiquets de Tarragona   | 23 de setembre de 2016 | Diada de Santa Tecla                                                | Plaça de la Font, Tarragona                      | Descarregat      | 5de9f, 3de9fa(c), 9de8, Pde6                        | 3 enxanetes                       | |                      |
| 68 | Colla Jove Xiquets de Tarragona   | 2 d'octubre de 2016    | XXVI Concurs de castells de Tarragona                               | Tarraco Arena Plaça, Tarragona                   | Descarregat      | 5de9f, 3de9fa, 3de10fm(i), 9de8                     | 3 enxanetes                       | |                      |
| 69 | Colla Jove Xiquets de Tarragona   | 16 d'octubre de 2016   | Diada de Santa Teresa                                               | Plaça Vella, El Vendrell                         | Descarregat      | 3de10fm, 5de9f, 3de9fa(i), 9de8, Pde8fm             | 3 enxanetes                       | |                      |
| 70 | Capgrossos de Mataró              | 30 d'octubre de 2016   | Diada de Sant Narcís                                                | Plaça del Vi, Girona                             | Carregat         | 3de9f, 9de8(c), 2de8f, Pde5                         | 3 enxanetes                       | Primer 9de8 carregat dels Capgrossos de Mataró. Primer 9de8 carregat a Girona.                                                     |                      |
| 71 | Castellers de la Vila de Gràcia   | 20 de novembre de 2016 | XX Diada dels Castellers de la Vila de Gràcia                       | Plaça de la Vila de Gràcia, Barcelona            | Intent desmuntat | 5de8, 3de9f(id), 3de9f, 9de8(id)                    | 3 enxanetes                       | Primer intent de 9de8 dels Castellers de la Vila de Gràcia.                                                                        |                      |
| 72 | Colla Jove Xiquets de Tarragona   | 24 de juny de 2017     | Diada de Sant Joan                                                  | Plaça de la Font, Tarragona                      | Descarregat      | 3de9f, 4de9f, 9de8, Pde7f                           | 3 enxanetes                       | |                      |
| 73 | Colla Jove Xiquets de Tarragona   | 29 de juliol de 2017   | Diada de les Neus                                                   | Plaça de la Vila, Vilanova i la Geltrú           | Descarregat      | 9de8, 5de9f, 4de9f, Pde8fm                          | 3 enxanetes                       | |                      |
| 74 | Colla Jove Xiquets de Tarragona   | 26 d'agost de 2017     | Festa Major del Catllar                                             | Plaça de la Vila, El Catllar                     | Descarregat      | 5de9f, 2de9fm, 9de8, Pde8fm                         | 3 enxanetes                       | |                      |
| 75 | Colla Jove Xiquets de Tarragona   | 27 d'agost de 2017     | Festa Major de l'Arboç                                              | Plaça de la Vila, L'Arboç                        | Descarregat      | 5de9f, 9de8, 4de9f, Pde8fm(c)                       | 3 enxanetes                       | |                      |
| 76 | Colla Vella dels Xiquets de Valls | 10 de setembre de 2017 | Diada Nacional de Catalunya                                         | Plaça del Blat, Valls                            | Descarregat      | 9de8, 2de9fm(c), 3de9f, Pde7f                       | 3 enxanetes                       | |                      |
| 77 | Colla Vella dels Xiquets de Valls | 30 de setembre de 2017 | Diada de Sant Miquel                                                | Plaça de la Paeria, Lleida                       | Descarregat      | 9de8, 5de9f, 4de9f, Pde6                            | 3 enxanetes                       | Primer 9de8 descarregat a Lleida.                                                                                                  |                      |
| 78 | Colla Vella dels Xiquets de Valls | 7 d'octubre de 2017    | Diada del Mercadal                                                  | Plaça del Mercadal, Reus                         | Descarregat      | 5de9f, 4de10fm, 3de9fp(id), 9de8, Pde7f             | 3 enxanetes                       | |                      |
| 79 | Colla Vella dels Xiquets de Valls | 23 de juny de 2018     | Diada de Completes                                                  | Plaça del Blat, Valls                            | Descarregat      | 5de8, 3de9f, 9de8, Pde7f                            | 3 enxanetes                       | |                      |
| 80 | Colla Vella dels Xiquets de Valls | 15 de juliol de 2018   | Diada de les Cultures                                               | Plaça del Pou, Altafulla                         | Descarregat      | 4de9f, 3de9f, 9de8, Pde6(c)                         | 3 enxanetes                       | Primer 9de8 descarregat a Altafulla.                                                                                               |                      |
| 81 | Colla Vella dels Xiquets de Valls | 21 de juliol de 2018   | Festa Major de les Vivendes de la Colla Vella dels Xiquets de Valls | Plaça del Mig, Valls                             | Descarregat      | 3de9f, 9de8, 4de9f(id), 4de8p, Pde6                 | 3 enxanetes                       | |                      |
| 82 | Minyons de Terrassa               | 22 de juliol de 2018   | Diada de les Santes                                                 | Plaça de Santa Anna, Mataró                      | Descarregat      | 9de8, 2de9fm(c), 3de9f, 2 Pde5                      | 3 enxanetes                       | |                      |
| 83 | Colla Jove Xiquets de Tarragona   | 28 de juliol de 2018   | Diada de les Neus                                                   | Plaça de la Vila, Vilanova i la Geltrú           | Descarregat      | 9de8, 5de9f, 3de9f, Pde8fm                          | 3 enxanetes                       | |                      |
| 84 | Colla Jove Xiquets de Tarragona   | 29 de juliol de 2018   | Festa Major de Vilallonga del Camp                                  | Plaça de l'Església, Vilallonga del Camp         | Descarregat      | 9de8, 3de9f(id), 3de9f, 4de9f, 4 Pde4               | 3 enxanetes                       | Primer 9de8 descarregat a Vilallonga del Camp.                                                                                     |                      |
| 85 | Colla Vella dels Xiquets de Valls | 29 de juliol de 2018   | Festa Major de Vilallonga del Camp                                  | Plaça de l'Església, Vilallonga del Camp         | Descarregat      | 3de9f, 2de8sf, 9de8, Pde7f                          | 3 enxanetes                       | |                      |
| 86 | Colla Jove Xiquets de Tarragona   | 12 d'agost de 2018     | Festa Major de Llorenç del Penedès                                  | Plaça de la Vila, Llorenç del Penedès            | Descarregat      | 9de8, 3de9f, 4de8a, Pde7f                           | 3 enxanetes                       | Primer 9de8 descarregat a Llorenç del Penedès.                                                                                     |                      |
| 87 | Colla Vella dels Xiquets de Valls | 15 d'agost de 2018     | Festa Major de la Bisbal del Penedès                                | Carrer del Doctor Robert, La Bisbal del Penedès  | Descarregat      | 5de9f, 4de9fp(c), 9de8, Pde7f                       | 3 enxanetes                       | |                      |
| 88 | Colla Vella dels Xiquets de Valls | 18 d'agost de 2018     | 70è aniversari dels Castellers de Vilafranca                        | Plaça de la Vila, Vilafranca del Penedès         | Descarregat      | 5de9f, 2de8sf, 9de8, Pde7f                          | 3 enxanetes                       | |                      |
| 89 | Colla Jove Xiquets de Tarragona   | 19 d'agost de 2018     | Diada de Sant Magí                                                  | Plaça de les Cols, Tarragona                     | Descarregat      | 5de9f(c), 9de8, 2de9fm(c), Pde7f                    | 3 enxanetes                       | |                      |
| 90 | Colla Jove Xiquets de Tarragona   | 25 d'agost de 2018     | Festa Major del Catllar                                             | Plaça de la Vila, El Catllar                     | Descarregat      | 5de9f, 4de9fa, 9de8, Pde8fm                         | 3 enxanetes                       | |                      |
| 91 | Colla Jove Xiquets de Tarragona   | 26 d'agost de 2018     | Festa Major de l'Arboç                                              | Plaça de la Vila, L'Arboç                        | Descarregat      | 9de8, 5de9f, 3de9f, Pde8fm                          | 3 enxanetes                       | |                      |
| 92 | Colla Vella dels Xiquets de Valls | 26 d'agost de 2018     | Festa Major de l'Arboç                                              | Plaça de la Vila, L'Arboç                        | Descarregat      | 4de9fp, 4de9f, 9de8, Pde7f                          | 3 enxanetes                       | |                      |
| 93 | Minyons de Terrassa               | 30 d'agost de 2018     | Diada de Sant Fèlix                                                 | Plaça de la Vila, Vilafranca del Penedès         | Descarregat      | 2de8sf(i), 2de9fm(c), 4de9f, 9de8, Pde6             | 3 enxanetes                       | |                      |
| 94 | Colla Vella dels Xiquets de Valls | 10 de setembre de 2018 | Vigília de la Diada Nacional de Catalunya                           | Plaça del Blat, Valls                            | Carregat         | 2de8sf, 4de9fp, 9de8(c), Pde7f                      | 3 enxanetes                       | |                      |
| 95 | Colla Jove Xiquets de Tarragona   | 11 de setembre de 2018 | Diada Nacional de Catalunya                                         | Pla de la Seu, Tarragona                         | Descarregat      | 9de8, 3de9f, 5de8, Pde7f                            | 3 enxanetes                       | |                      |
| 96 | Colla Jove Xiquets de Tarragona   | 23 de setembre de 2018 | Diada de Santa Tecla                                                | Plaça de la Font, Tarragona                      | Descarregat      | 3de10fm(c), 4de9fa(id), 9de8, 4de9f(id), Pde8fm(c)  | 3 enxanetes                       | |                      |
| 97 | Colla Jove Xiquets de Tarragona   | 7 d'octubre de 2018    | XXVII Concurs de castells de Tarragona                              | Tarraco Arena Plaça, Tarragona                   | Descarregat      | 5de9f, 3de10fm(c), 9de8                             | 3 enxanetes                       | |                      |
| 98 | Colla Jove Xiquets de Tarragona   | 14 de juliol de 2019   | Diada del Quadre de Santa Rosalia                                   | Plaça de la Vila, Torredembarra                  | Descarregat      | 3de9f, 4de9f(id), 9de8, 4de9f(id), 5de8, Pde6       | 3 enxanetes                       | Primer 9de8 descarregat a Torredembarra.                                                                                           |                      |
| 99 | Colla Jove Xiquets de Tarragona   | 3 d'agost de 2019      | Diada de les Neus                                                   | Plaça de la Vila, Vilanova i la Geltrú           | Descarregat      | 9de8, 4de9f, 3de9f, Pde7f                           | 3 enxanetes                       | |                      |
| 100 | Colla Jove Xiquets de Tarragona   | 19 d'agost de 2019     | Diada de Sant Magí                                                  | Plaça de les Cols, Tarragona                     | Descarregat      | 9de8, 5de9f, 3de9f, Pde7f                           | 3 enxanetes                       | |                      |
| 101 | Colla Jove Xiquets de Tarragona   | 30 d'agost de 2019     | Diada de Sant Fèlix                                                 | Plaça de la Vila, Vilafranca del Penedès         | Descarregat      | 4de9fa(i), 9de8, 3de10fm(id), 3de9f, 4de9f, Pde8fm  | 3 enxanetes                       | |                      |
| 102 | Colla Jove Xiquets de Tarragona   | 15 de setembre de 2019 | Diada del primer diumenge de Festes de Santa Tecla                  | Plaça de la Font, Tarragona                      | Descarregat      | 9de8, 5de9f(c), 4de9fa(c), Pde7f                    | 3 enxanetes                       | |                      |
| 103 | Colla Jove Xiquets de Tarragona   | 23 de setembre de 2019 | Diada de Santa Tecla                                                | Plaça de la Font, Tarragona                      | Descarregat      | 9de8, 4de9fa(i), 3de9f(c), 4de8, Pde7f              | 3 enxanetes                       | |                      |
| 104 | Minyons de Terrassa               | 13 d'octubre de 2019   | Diada de la Nova Atenes                                             | Parc de Sant Jordi, Terrassa                     | Descarregat      | 2de9fm, 9de8, 4de9f, Pde8fm                         | 3 enxanetes                       | |                      |
| 105 | Minyons de Terrassa               | 27 d'octubre de 2019   | Diada de Sant Narcís                                                | Plaça del Vi, Girona                             | Descarregat      | 9de8, 2de9fm, 4de9f, Pde8fm                         | 3 enxanetes                       | Primer 9de8 descarregat a Girona.                                                                                                  |                      |
| 106 | Minyons de Terrassa               | 17 de novembre de 2019 | XLI Diada dels Minyons de Terrassa                                  | Plaça Vella, Terrassa                            | Descarregat      | 2de9fm, 3de10fm(c), 9de8, Pde8fm                    | 3 enxanetes                       | |                      |

| Núm. | Colla                             | Data                   | Diada                                                               | Plaça                                            | Resultat         | Actuació                                            | Variant                           | Notes | Ref.                 |
| ---- | --------------------------------- | ---------------------- | ------------------------------------------------------------------- | ------------------------------------------------ | ---------------- | --------------------------------------------------- | --------------------------------- | --- | -------------------- |
| 3    | Colla Vella dels Xiquets de Valls | 30 d'agost de 2011     | Diada de Sant Fèlix                                                 | Plaça de la Vila, Vilafranca del Penedès         | Descarregat      | 3de9f, 4de9f, 9de8, Pde7f(c)                        | 3 enxanetes                       | Primer 9de8 descarregat a Vilafranca del Penedès.                                                                                  | [ 13 ]               |
| 4    | Colla Vella dels Xiquets de Valls | 18 de setembre de 2011 | Diada del primer diumenge de Festes de Santa Tecla                  | Plaça de la Font, Tarragona                      | Carregat         | 3de9f, 4de9f(c), 9de8(c), Pde6(c)                   | 3 enxanetes                       | Primer 9de8 carregat a Tarragona.                                                                                                  | [ 12 ]               |
| 5    | Colla Vella dels Xiquets de Valls | 15 d'agost de 2012     | Festa Major de la Bisbal del Penedès                                | Carrer del Doctor Robert, La Bisbal del Penedès  | Descarregat      | 3de9f, 4de9f, 9de8, Pde7f(c)                        | 3 enxanetes                       | Primer 9de8 descarregat a la Bisbal del Penedès.                                                                                   | [ 12 ]               |
| 6    | Colla Joves Xiquets de Valls      | 10 de setembre de 2012 | Diada Nacional de Catalunya                                         | Plaça del Blat, Valls                            | Intent           | 3de9f, 9de8(i), 5de8, 4de9f, Pde5                   | 3 enxanetes                       | Primer intent de 9de8 la Colla Joves Xiquets de Valls. Primer intent de 9de8 a Valls.                                              | [ 14 ]               |
| 7    | Colla Jove Xiquets de Tarragona   | 16 de setembre de 2012 | Diada del primer diumenge de Festes de Santa Tecla                  | Plaça de la Font, Tarragona                      | Descarregat      | 3de9f, 9de8, 5de9f(c), Pde6                         | 3 enxanetes                       | Primer 9de8 descarregat de la Colla Jove Xiquets de Tarragona. Primer 9de8 descarregat a Tarragona.                                | [ 15 ] [ 16 ] [ 17 ] |
| 8    | Colla Vella dels Xiquets de Valls | 7 d'octubre de 2012    | XXIV Concurs de castells de Tarragona                               | Tarraco Arena Plaça, Tarragona                   | Descarregat      | 9de8, 5de9f, 4de9fp(i), 3de9f                       | 3 enxanetes                       | | [ 18 ]               |
| 9    | Colla Jove Xiquets de Tarragona   | 7 d'octubre de 2012    | XXIV Concurs de castells de Tarragona                               | Tarraco Arena Plaça, Tarragona                   | Descarregat      | 3de9f, 9de8, 5de9f(i), 4de9f                        | 3 enxanetes                       | | [ 18 ]               |
| 10   | Colla Joves Xiquets de Valls      | 7 d'octubre de 2012    | XXIV Concurs de castells de Tarragona                               | Tarraco Arena Plaça, Tarragona                   | Descarregat      | 3de9f, 5de9f, 9de8                                  | 3 enxanetes                       | Primer 9de8 descarregat de la Colla Joves Xiquets de Valls.                                                                        | [ 18 ]               |
| 11   | Colla Jove Xiquets de Tarragona   | 14 d'octubre de 2012   | Diada de Santa Teresa                                               | Plaça Vella, El Vendrell                         | Descarregat      | 9de8, 5de9f(id), 5de9f, 3de9f, Pilar de 7 amb folre | 3 enxanetes                       | Primer 9de8 descarregat al Vendrell.                                                                                               | [ 19 ]               |
| 12   | Colla Vella dels Xiquets de Valls | 21 d'octubre de 2012   | Diada de Santa Úrsula                                               | Plaça del Blat, Valls                            | Descarregat      | 9de8, 5de9f, 4de9fp(i), 3de9f                       | 3 enxanetes                       | Primer 9de8 descarregat a Valls.                                                                                                   | [ 20 ] [ 21 ]        |
| 13   | Colla Joves Xiquets de Valls      | 21 d'octubre de 2012   | Diada de Santa Úrsula                                               | Plaça del Blat, Valls                            | Descarregat      | 5de9f, 9de8, 4de9sf(c)                              | 3 enxanetes                       | | [ 20 ] [ 21 ]        |
| 14   | Castellers de Vilafranca          | 21 de juliol de 2013   | Diada de les Santes                                                 | Plaça de Santa Anna, Mataró                      | Descarregat      | 3de9f, Tde9fm, 9de8, Pde7f                          | 1 enxaneta                        | Primer 9de8 descarregat dels Castellers de Vilafranca. Primer 9de8 descarregat a Mataró. Primer 9de8 descarregat amb una enxaneta. | [ 22 ] [ 23 ]        |
| 15   | Colla Jove Xiquets de Tarragona   | 19 d'agost de 2013     | Diada de Sant Magí                                                  | Plaça de les Cols, Tarragona                     | Descarregat      | 3de9f, 9de8                                         | 3 enxanetes                       | | [ 24 ]               |
| 16   | Colla Jove Xiquets de Tarragona   | 24 d'agost de 2013     | Festa Major del Catllar                                             | Plaça de la Vila, el Catllar                     | Intent desmuntat | 9de8(id), 9de8, 5de9f, 3de9f, Pde7f                 | 3 enxanetes                       | Primer intent de 9de8 al Catllar.                                                                                                  | [ 25 ]               |
| 17   | Colla Jove Xiquets de Tarragona   | 24 d'agost de 2013     | Festa Major del Catllar                                             | Plaça de la Vila, El Catllar                     | Descarregat      | 9de8(id), 9de8, 5de9f, 3de9f, Pde7f                 | 3 enxanetes                       | Primer 9de8 descarregat al Catllar.                                                                                                | [ 25 ]               |
| 18   | Colla Jove Xiquets de Tarragona   | 25 d'agost de 2013     | Festa Major de l'Arboç                                              | Plaça de la Vila, L'Arboç                        | Descarregat      | 3de9f, 9de8, 4de9f(c), Pde7f                        | 3 enxanetes                       | Primer 9de8 descarregat a l'Arboç.                                                                                                 | [ 26 ]               |
| 19   | Colla Jove Xiquets de Tarragona   | 15 de setembre de 2013 | Diada del primer diumenge de Festes de Santa Tecla                  | Plaça de la Font, Tarragona                      | Descarregat      | 9de8, 5de9f, 3de9f, Pde7f                           | 3 enxanetes                       | | [ 27 ]               |
| 20   | Castellers de Vilafranca          | 15 de setembre de 2013 | Diada del primer diumenge de Festes de Santa Tecla                  | Plaça de la Font, Tarragona                      | Descarregat      | 3de9f, 9de8, 4de9sf, Pde8fm                         | 1 enxaneta                        | | [ 27 ]               |
| 21   | Castellers de Vilafranca          | 22 de setembre de 2013 | Diada de la Mercè                                                   | Plaça de Sant Jaume, Barcelona                   | Descarregat      | 4de9f, 3de9fa, 9de8, Pde7f                          | 1 enxaneta                        | Primer 9de8 descarregat a Barcelona.                                                                                               | [ 28 ]               |
| 22   | Castellers de Vilafranca          | 5 d'octubre de 2013    | XI Diada del Mercadal                                               | Plaça del Mercadal, Reus                         | Descarregat      | 9de8, 3de9fa, 4de9f, Pde8fm                         | 1 enxaneta                        | | [ 29 ]               |
| 23   | Colla Vella dels Xiquets de Valls | 5 d'octubre de 2013    | XI Diada del Mercadal                                               | Plaça del Mercadal, Reus                         | Descarregat      | 3de9f, 9de8, 4de9f, Pde8fm                          | 3 enxanetes                       | | [ 29 ]               |
| 24   | Colla Joves Xiquets de Valls      | 27 d'octubre de 2013   | Diada de Santa Úrsula                                               | Plaça del Blat, Valls                            | Intent           | 5de9f, 4de9sf, 9de8(i), Pde8fm(i), Pde8fm(c)        | 3 enxanetes                       | | [ 30 ]               |
| 25   | Minyons de Terrassa               | 5 de juliol de 2014    | Vigília de la Festa Major de Terrassa                               | Plaça Vella, Terrassa                            | Descarregat      | 3de9f, 4de9f, 9de8, Pde6                            | 3 enxanetes                       | Primer 9de8 descarregat dels Minyons de Terrassa. Primer 9de8 descarregat a Terrassa.                                              | [ 31 ]               |
| 26   | Minyons de Terrassa               | 6 de juliol de 2014    | Festa Major de Terrassa                                             | Raval de Montserrat, Terrassa                    | Descarregat      | 2de9fm(c), 9de8, 5de9f(c), 4 Pde5                   | 3 enxanetes                       | | [ 32 ]               |
| 27   | Castellers de Vilafranca          | 13 de juliol de 2014   | Diada del Quadre de Santa Rosalia                                   | Plaça de la Vila, Torredembarra                  | Intent desmuntat | 4de9f, 3de9f, 9de8(id), 9de8(c)                     | 1 enxaneta                        | Primer intent de 9de8 a Torredembarra.                                                                                             | [ 33 ]               |
| 28   | Castellers de Vilafranca          | 13 de juliol de 2014   | Diada del Quadre de Santa Rosalia                                   | Plaça de la Vila, Torredembarra                  | Carregat         | 4de9f, 3de9f, 9de8(id), 9de8(c)                     | 1 enxaneta                        | Primer 9de8 carregat a Torredembarra.                                                                                              | [ 33 ]               |
| 29   | Minyons de Terrassa               | 20 de juliol de 2014   | Diada de les Santes                                                 | Plaça de Santa Anna, Mataró                      | Descarregat      | 2de9fm, 4de9f, 9de8, Pde7f(c)                       | 3 enxanetes                       | | [ 34 ] [ 35 ]        |
| 30   | Castellers de Vilafranca          | 20 de juliol de 2014   | Diada de les Santes                                                 | Plaça de Santa Anna, Mataró                      | Descarregat      | 3de9f, Tde9fm(i), 4de9f, 9de8, Pde8fm               | 1 enxaneta                        | | [ 35 ]               |
| 31   | Colla Jove Xiquets de Tarragona   | 2 d'agost de 2014      | Festa Major de Vilanova i la Geltrú                                 | Plaça de la Vila, Vilanova i la Geltrú           | Descarregat      | 3de9f, 9de8, 4de9f, Pde7f                           | 3 enxanetes                       | Primer 9de8 descarregat a Vilanova i la Geltrú.                                                                                    | [ 36 ] [ 37 ]        |
| 32   | Castellers de Vilafranca          | 2 d'agost de 2014      | Festa Major de Vilanova i la Geltrú                                 | Plaça de la Vila, Vilanova i la Geltrú           | Descarregat      | 4de9f, 9de8, 3de9f, Pde7f                           | 1 enxaneta                        | | [ 36 ] [ 37 ]        |
| 33   | Colla Jove Xiquets de Tarragona   | 19 d'agost de 2014     | Diada de Sant Magí                                                  | Plaça de les Cols, Tarragona                     | Carregat         | 9de8(c), 5de9f, 3de9f, Pde6                         | 3 enxanetes                       | | [ 38 ]               |
| 34   | Castellers de Vilafranca          | 23 d'agost de 2014     | Festa Major del Catllar                                             | Plaça de la Vila, El Catllar                     | Descarregat      | 9de8, 3de9fa, 3de9f, Pde7f                          | 1 enxaneta                        | | [ 39 ]               |
| 35   | Minyons de Terrassa               | 24 d'agost de 2014     | Festa Major d'Igualada                                              | Plaça de l'Ajuntament, Igualada                  | Descarregat      | 5de8, 9de8, 3de9f                                   | 3 enxanetes                       | Primer 9de8 descarregat a Igualada.                                                                                                | [ 40 ]               |
| 36   | Colla Jove Xiquets de Tarragona   | 30 d'agost de 2014     | Diada de Sant Fèlix                                                 | Plaça de la Vila, Vilafranca del Penedès         | Descarregat      | 3de9f, 5de9f, 9de8, Pde8fm(c)                       | 3 enxanetes                       | | [ 41 ]               |
| 37   | Minyons de Terrassa               | 31 d'agost de 2014     | Festa Major de Sitges                                               | Plaça del Cap de la Vila, Sitges                 | Descarregat      | 9de8, 4de9f, 3de9f                                  | 3 enxanetes                       | Primer 9de8 descarregat a Sitges.                                                                                                  | [ 42 ]               |
| 38   | Castellers de Vilafranca          | 14 de setembre de 2014 | Diada del primer diumenge de Festes de Santa Tecla                  | Plaça de la Font, Tarragona                      | Descarregat      | 9de8, 4de9fa, 3de9fa, Pde8fm                        | 1 enxaneta                        | |                      |
| 39   | Colla Vella dels Xiquets de Valls | 14 de setembre de 2014 | Diada del primer diumenge de Festes de Santa Tecla                  | Plaça de la Font, Tarragona                      | Descarregat      | 3de9f, 4de9fp, 9de8, Pde8fm(c)                      | 3 enxanetes                       | |                      |
| 40   | Castellers de Vilafranca          | 21 de setembre de 2014 | Diada de la Mercè                                                   | Plaça de Sant Jaume, Barcelona                   | Descarregat      | 9de8, 3de9fa, 4de9f, Pde7f                          | 1 enxaneta 3 enxanetes (5 aletes) | Primer 9de8 amb 5 aletes (3 enxanetes, una de les quals passant pels tres poms).                                                   |                      |
| 41   | Colla Jove Xiquets de Tarragona   | 23 de setembre de 2014 | Diada de Santa Tecla                                                | Plaça de la Font, Tarragona                      | Descarregat      | 9de8, 2de9fm(i), 5de9f, 3de9f, Pde8fm(c)            | 3 enxanetes                       | |                      |
| 42   | Colla Jove Xiquets de Tarragona   | 5 d'octubre de 2014    | XXV Concurs de castells de Tarragona                                | Tarraco Arena Plaça, Tarragona                   | Descarregat      | 9de8, 5de9f, 3de9fa(i), 3de10fm(c)                  | 3 enxanetes                       | |                      |
| 43   | Minyons de Terrassa               | 12 d'octubre de 2014   | Festa Major de les Corts                                            | Plaça de Comas, Barcelona                        | Descarregat      | 3de9f, 4de9f, 9de8, 3 Pde5                          | 3 enxanetes                       | |                      |
| 44   | Minyons de Terrassa               | 19 d'octubre de 2014   | Diada dels Castellers de Sants                                      | Plaça de Bonet i Muixí, Barcelona                | Descarregat      | 2de9fm, 3de9f, 9de8, 2 Pde5                         | 3 enxanetes                       | |                      |
| 45   | Castellers de Barcelona           | 2 de novembre de 2014  | Diada del Roser                                                     | Plaça de la Vila, Vilafranca del Penedès         | Descarregat      | 9de8, 4de9f, 3de9f, Pde6(c)                         | 1 enxaneta                        | Primer 9de8 descarregat dels Castellers de Barcelona.                                                                              |                      |
| 46   | Minyons de Terrassa               | 8 de novembre de 2014  | Diada dels Xics de Granollers                                       | Plaça de la Porxada, Granollers                  | Descarregat      | 9de8, 4de9f, 3de9f, Pde7f                           | 3 enxanetes                       | Primer 9de8 descarregat a Granollers.                                                                                              |                      |
| 47   | Minyons de Terrassa               | 15 de novembre de 2014 | Vigília de la XXXVI Diada dels Minyons de Terrassa                  | Plaça Vella, Terrassa                            | Descarregat      | 9de8, 4de9f, 3de9f, Pde7f                           | 3 enxanetes                       | |                      |
| 48   | Castellers de Barcelona           | 16 de novembre de 2014 | Festa Major del Clot                                                | Plaça de Valentí Almirall, Barcelona             | Descarregat      | 9de8, 4de9sf(i), 4de9f, 3de9f(c), Pde5              | 1 enxaneta                        | |                      |
| 49   | Minyons de Terrassa               | 23 de maig de 2015     | Diada del Patrimoni                                                 | Seu d'Ègara, Terrassa                            | Descarregat      | 3de9f, 4de9f, 9de8, Pde7f                           | 3 enxanetes                       | |                      |
| 50   | Colla Vella dels Xiquets de Valls | 24 de juny de 2015     | Diada de Sant Joan                                                  | Plaça del Blat, Valls                            | Carregat         | 3de9f, 2de9fm, 9de8(c), Pde7f                       | 3 enxanetes                       | |                      |
| 51   | Minyons de Terrassa               | 5 de juliol de 2015    | Festa Major de Terrassa                                             | Raval de Montserrat, Terrassa                    | Descarregat      | 2de9fm, 5de9f, 9de8, Pde8fm                         | 3 enxanetes                       | |                      |
| 52   | Colla Jove Xiquets de Tarragona   | 19 d'agost de 2015     | Diada de Sant Magí                                                  | Plaça de les Cols, Tarragona                     | Descarregat      | 9de8, 5de9f, 4de9f, Pde7f                           | 3 enxanetes                       | |                      |
| 53   | Colla Jove Xiquets de Tarragona   | 22 d'agost de 2015     | Festa Major del Catllar                                             | Plaça de la Vila, El Catllar                     | Descarregat      | 3de9f, 5de9f, 9de8, Pde8fm                          | 3 enxanetes                       | |                      |
| 54   | Minyons de Terrassa               | 3 d'octubre de 2015    | Diada del Mercadal                                                  | Plaça del Mercadal, Reus                         | Descarregat      | 3de9f, 9de8, 4de9f, Pde7f                           | 3 enxanetes                       | |                      |
| 55   | Castellers de Barcelona           | 8 de novembre de 2015  | Diada dels Castellers de la Vila de Gràcia                          | Plaça de la Vila de Gràcia, Barcelona            | Descarregat      | 9de8, 3de9f, 4de9f(c), Pde6                         | 1 enxaneta                        | |                      |
| 56   | Castellers de Barcelona           | 15 de novembre de 2015 | Festa Major del Clot                                                | Plaça de Valentí Almirall, Barcelona             | Descarregat      | 9de8, 3de9f, 4de9f, Pde6                            | 1 enxaneta                        | |                      |
| 57   | Castellers de Barcelona           | 22 de novembre de 2015 | XXVIII Diada dels Minyons de Terrassa                               | Plaça Vella, Terrassa                            | Carregat         | 9de8(c), 3de9f, 5de8, Pde7f(c)                      | 1 enxaneta                        | |                      |
| 58   | Minyons de Terrassa               | 24 de juliol de 2016   | Diada de les Santes                                                 | Plaça de Santa Anna, Mataró                      | Descarregat      | 2de9fm, 9de8, 4de9f, Pde6                           | 3 enxanetes                       | |                      |
| 59   | Colla Jove Xiquets de Tarragona   | 30 de juliol de 2016   | Diada de les Neus                                                   | Plaça de la Vila, Vilanova i la Geltrú           | Descarregat      | 3de9f, 9de8, 4de9f, Pde8fm                          | 3 enxanetes                       | |                      |
| 60   | Colla Jove Xiquets de Tarragona   | 19 d'agost de 2016     | Diada de Sant Magí                                                  | Plaça de les Cols, Tarragona                     | Descarregat      | 9de8, 5de9f, 3de9f, Pde8fm(c)                       | 3 enxanetes                       | |                      |
| 61   | Colla Jove Xiquets de Tarragona   | 27 d'agost de 2016     | Festa Major del Catllar                                             | Plaça de la Vila, El Catllar                     | Descarregat      | 9de8 5de9f(id), 5de9f, 4de9f, Pde7f                 | 3 enxanetes                       | |                      |
| 62   | Colla Jove Xiquets de Tarragona   | 28 d'agost de 2016     | Festa Major de l'Arboç                                              | Plaça de la Vila, L'Arboç                        | Descarregat      | 5de9f, 9de8, 4de9f, Pde7f                           | 3 enxanetes                       | |                      |
| 63   | Minyons de Terrassa               | 4 de setembre de 2016  | Festa Major de Sabadell                                             | Plaça de Sant Roc, Sabadell                      | Descarregat      | 3de9f, 9de8, 4de9f, Pde6                            | 3 enxanetes                       | |                      |
| 64   | Colla Jove Xiquets de Tarragona   | 11 de setembre de 2016 | Diada Nacional de Catalunya                                         | Pla de la Seu, Tarragona                         | Descarregat      | 3de9f, 9de8, 4de9f, Pde6                            | 3 enxanetes                       | |                      |
| 65   | Minyons de Terrassa               | 18 de setembre de 2016 | Festa Major d'Esplugues de Llobregat                                | Plaça de Santa Magdalena, Esplugues de Llobregat | Descarregat      | 3de9f, 9de8, 5de8, Pde7f                            | 3 enxanetes                       | Primer 9de8 descarregat a Esplugues de Llobregat.                                                                                  |                      |
| 66   | Colla Jove Xiquets de Tarragona   | 18 de setembre de 2016 | Diada del primer diumenge de Festes de Santa Tecla                  | Plaça de la Font, Tarragona                      | Descarregat      | 5de9f, 3de9fa(i), 4de9f, 9de8, Pde8fm(c)            | 3 enxanetes                       | |                      |
| 67   | Colla Jove Xiquets de Tarragona   | 23 de setembre de 2016 | Diada de Santa Tecla                                                | Plaça de la Font, Tarragona                      | Descarregat      | 5de9f, 3de9fa(c), 9de8, Pde6                        | 3 enxanetes                       | |                      |
| 68   | Colla Jove Xiquets de Tarragona   | 2 d'octubre de 2016    | XXVI Concurs de castells de Tarragona                               | Tarraco Arena Plaça, Tarragona                   | Descarregat      | 5de9f, 3de9fa, 3de10fm(i), 9de8                     | 3 enxanetes                       | |                      |
| 69   | Colla Jove Xiquets de Tarragona   | 16 d'octubre de 2016   | Diada de Santa Teresa                                               | Plaça Vella, El Vendrell                         | Descarregat      | 3de10fm, 5de9f, 3de9fa(i), 9de8, Pde8fm             | 3 enxanetes                       | |                      |
| 70   | Capgrossos de Mataró              | 30 d'octubre de 2016   | Diada de Sant Narcís                                                | Plaça del Vi, Girona                             | Carregat         | 3de9f, 9de8(c), 2de8f, Pde5                         | 3 enxanetes                       | Primer 9de8 carregat dels Capgrossos de Mataró. Primer 9de8 carregat a Girona.                                                     |                      |
| 71   | Castellers de la Vila de Gràcia   | 20 de novembre de 2016 | XX Diada dels Castellers de la Vila de Gràcia                       | Plaça de la Vila de Gràcia, Barcelona            | Intent desmuntat | 5de8, 3de9f(id), 3de9f, 9de8(id)                    | 3 enxanetes                       | Primer intent de 9de8 dels Castellers de la Vila de Gràcia.                                                                        |                      |
| 72   | Colla Jove Xiquets de Tarragona   | 24 de juny de 2017     | Diada de Sant Joan                                                  | Plaça de la Font, Tarragona                      | Descarregat      | 3de9f, 4de9f, 9de8, Pde7f                           | 3 enxanetes                       | |                      |
| 73   | Colla Jove Xiquets de Tarragona   | 29 de juliol de 2017   | Diada de les Neus                                                   | Plaça de la Vila, Vilanova i la Geltrú           | Descarregat      | 9de8, 5de9f, 4de9f, Pde8fm                          | 3 enxanetes                       | |                      |
| 74   | Colla Jove Xiquets de Tarragona   | 26 d'agost de 2017     | Festa Major del Catllar                                             | Plaça de la Vila, El Catllar                     | Descarregat      | 5de9f, 2de9fm, 9de8, Pde8fm                         | 3 enxanetes                       | |                      |
| 75   | Colla Jove Xiquets de Tarragona   | 27 d'agost de 2017     | Festa Major de l'Arboç                                              | Plaça de la Vila, L'Arboç                        | Descarregat      | 5de9f, 9de8, 4de9f, Pde8fm(c)                       | 3 enxanetes                       | |                      |
| 76   | Colla Vella dels Xiquets de Valls | 10 de setembre de 2017 | Diada Nacional de Catalunya                                         | Plaça del Blat, Valls                            | Descarregat      | 9de8, 2de9fm(c), 3de9f, Pde7f                       | 3 enxanetes                       | |                      |
| 77   | Colla Vella dels Xiquets de Valls | 30 de setembre de 2017 | Diada de Sant Miquel                                                | Plaça de la Paeria, Lleida                       | Descarregat      | 9de8, 5de9f, 4de9f, Pde6                            | 3 enxanetes                       | Primer 9de8 descarregat a Lleida.                                                                                                  |                      |
| 78   | Colla Vella dels Xiquets de Valls | 7 d'octubre de 2017    | Diada del Mercadal                                                  | Plaça del Mercadal, Reus                         | Descarregat      | 5de9f, 4de10fm, 3de9fp(id), 9de8, Pde7f             | 3 enxanetes                       | |                      |
| 79   | Colla Vella dels Xiquets de Valls | 23 de juny de 2018     | Diada de Completes                                                  | Plaça del Blat, Valls                            | Descarregat      | 5de8, 3de9f, 9de8, Pde7f                            | 3 enxanetes                       | |                      |
| 80   | Colla Vella dels Xiquets de Valls | 15 de juliol de 2018   | Diada de les Cultures                                               | Plaça del Pou, Altafulla                         | Descarregat      | 4de9f, 3de9f, 9de8, Pde6(c)                         | 3 enxanetes                       | Primer 9de8 descarregat a Altafulla.                                                                                               |                      |
| 81   | Colla Vella dels Xiquets de Valls | 21 de juliol de 2018   | Festa Major de les Vivendes de la Colla Vella dels Xiquets de Valls | Plaça del Mig, Valls                             | Descarregat      | 3de9f, 9de8, 4de9f(id), 4de8p, Pde6                 | 3 enxanetes                       | |                      |
| 82   | Minyons de Terrassa               | 22 de juliol de 2018   | Diada de les Santes                                                 | Plaça de Santa Anna, Mataró                      | Descarregat      | 9de8, 2de9fm(c), 3de9f, 2 Pde5                      | 3 enxanetes                       | |                      |
| 83   | Colla Jove Xiquets de Tarragona   | 28 de juliol de 2018   | Diada de les Neus                                                   | Plaça de la Vila, Vilanova i la Geltrú           | Descarregat      | 9de8, 5de9f, 3de9f, Pde8fm                          | 3 enxanetes                       | |                      |
| 84   | Colla Jove Xiquets de Tarragona   | 29 de juliol de 2018   | Festa Major de Vilallonga del Camp                                  | Plaça de l'Església, Vilallonga del Camp         | Descarregat      | 9de8, 3de9f(id), 3de9f, 4de9f, 4 Pde4               | 3 enxanetes                       | Primer 9de8 descarregat a Vilallonga del Camp.                                                                                     |                      |
| 85   | Colla Vella dels Xiquets de Valls | 29 de juliol de 2018   | Festa Major de Vilallonga del Camp                                  | Plaça de l'Església, Vilallonga del Camp         | Descarregat      | 3de9f, 2de8sf, 9de8, Pde7f                          | 3 enxanetes                       | |                      |
| 86   | Colla Jove Xiquets de Tarragona   | 12 d'agost de 2018     | Festa Major de Llorenç del Penedès                                  | Plaça de la Vila, Llorenç del Penedès            | Descarregat      | 9de8, 3de9f, 4de8a, Pde7f                           | 3 enxanetes                       | Primer 9de8 descarregat a Llorenç del Penedès.                                                                                     |                      |
| 87   | Colla Vella dels Xiquets de Valls | 15 d'agost de 2018     | Festa Major de la Bisbal del Penedès                                | Carrer del Doctor Robert, La Bisbal del Penedès  | Descarregat      | 5de9f, 4de9fp(c), 9de8, Pde7f                       | 3 enxanetes                       | |                      |
| 88   | Colla Vella dels Xiquets de Valls | 18 d'agost de 2018     | 70è aniversari dels Castellers de Vilafranca                        | Plaça de la Vila, Vilafranca del Penedès         | Descarregat      | 5de9f, 2de8sf, 9de8, Pde7f                          | 3 enxanetes                       | |                      |
| 89   | Colla Jove Xiquets de Tarragona   | 19 d'agost de 2018     | Diada de Sant Magí                                                  | Plaça de les Cols, Tarragona                     | Descarregat      | 5de9f(c), 9de8, 2de9fm(c), Pde7f                    | 3 enxanetes                       | |                      |
| 90   | Colla Jove Xiquets de Tarragona   | 25 d'agost de 2018     | Festa Major del Catllar                                             | Plaça de la Vila, El Catllar                     | Descarregat      | 5de9f, 4de9fa, 9de8, Pde8fm                         | 3 enxanetes                       | |                      |
| 91   | Colla Jove Xiquets de Tarragona   | 26 d'agost de 2018     | Festa Major de l'Arboç                                              | Plaça de la Vila, L'Arboç                        | Descarregat      | 9de8, 5de9f, 3de9f, Pde8fm                          | 3 enxanetes                       | |                      |
| 92   | Colla Vella dels Xiquets de Valls | 26 d'agost de 2018     | Festa Major de l'Arboç                                              | Plaça de la Vila, L'Arboç                        | Descarregat      | 4de9fp, 4de9f, 9de8, Pde7f                          | 3 enxanetes                       | |                      |
| 93   | Minyons de Terrassa               | 30 d'agost de 2018     | Diada de Sant Fèlix                                                 | Plaça de la Vila, Vilafranca del Penedès         | Descarregat      | 2de8sf(i), 2de9fm(c), 4de9f, 9de8, Pde6             | 3 enxanetes                       | |                      |
| 94   | Colla Vella dels Xiquets de Valls | 10 de setembre de 2018 | Vigília de la Diada Nacional de Catalunya                           | Plaça del Blat, Valls                            | Carregat         | 2de8sf, 4de9fp, 9de8(c), Pde7f                      | 3 enxanetes                       | |                      |
| 95   | Colla Jove Xiquets de Tarragona   | 11 de setembre de 2018 | Diada Nacional de Catalunya                                         | Pla de la Seu, Tarragona                         | Descarregat      | 9de8, 3de9f, 5de8, Pde7f                            | 3 enxanetes                       | |                      |
| 96   | Colla Jove Xiquets de Tarragona   | 23 de setembre de 2018 | Diada de Santa Tecla                                                | Plaça de la Font, Tarragona                      | Descarregat      | 3de10fm(c), 4de9fa(id), 9de8, 4de9f(id), Pde8fm(c)  | 3 enxanetes                       | |                      |
| 97   | Colla Jove Xiquets de Tarragona   | 7 d'octubre de 2018    | XXVII Concurs de castells de Tarragona                              | Tarraco Arena Plaça, Tarragona                   | Descarregat      | 5de9f, 3de10fm(c), 9de8                             | 3 enxanetes                       | |                      |
| 98   | Colla Jove Xiquets de Tarragona   | 14 de juliol de 2019   | Diada del Quadre de Santa Rosalia                                   | Plaça de la Vila, Torredembarra                  | Descarregat      | 3de9f, 4de9f(id), 9de8, 4de9f(id), 5de8, Pde6       | 3 enxanetes                       | Primer 9de8 descarregat a Torredembarra.                                                                                           |                      |
| 99   | Colla Jove Xiquets de Tarragona   | 3 d'agost de 2019      | Diada de les Neus                                                   | Plaça de la Vila, Vilanova i la Geltrú           | Descarregat      | 9de8, 4de9f, 3de9f, Pde7f                           | 3 enxanetes                       | |                      |
| 100  | Colla Jove Xiquets de Tarragona   | 19 d'agost de 2019     | Diada de Sant Magí                                                  | Plaça de les Cols, Tarragona                     | Descarregat      | 9de8, 5de9f, 3de9f, Pde7f                           | 3 enxanetes                       | |                      |
| 101  | Colla Jove Xiquets de Tarragona   | 30 d'agost de 2019     | Diada de Sant Fèlix                                                 | Plaça de la Vila, Vilafranca del Penedès         | Descarregat      | 4de9fa(i), 9de8, 3de10fm(id), 3de9f, 4de9f, Pde8fm  | 3 enxanetes                       | |                      |
| 102  | Colla Jove Xiquets de Tarragona   | 15 de setembre de 2019 | Diada del primer diumenge de Festes de Santa Tecla                  | Plaça de la Font, Tarragona                      | Descarregat      | 9de8, 5de9f(c), 4de9fa(c), Pde7f                    | 3 enxanetes                       | |                      |
| 103  | Colla Jove Xiquets de Tarragona   | 23 de setembre de 2019 | Diada de Santa Tecla                                                | Plaça de la Font, Tarragona                      | Descarregat      | 9de8, 4de9fa(i), 3de9f(c), 4de8, Pde7f              | 3 enxanetes                       | |                      |
| 104  | Minyons de Terrassa               | 13 d'octubre de 2019   | Diada de la Nova Atenes                                             | Parc de Sant Jordi, Terrassa                     | Descarregat      | 2de9fm, 9de8, 4de9f, Pde8fm                         | 3 enxanetes                       | |                      |
| 105  | Minyons de Terrassa               | 27 d'octubre de 2019   | Diada de Sant Narcís                                                | Plaça del Vi, Girona                             | Descarregat      | 9de8, 2de9fm, 4de9f, Pde8fm                         | 3 enxanetes                       | Primer 9de8 descarregat a Girona.                                                                                                  |                      |
| 106  | Minyons de Terrassa               | 17 de novembre de 2019 | XLI Diada dels Minyons de Terrassa                                  | Plaça Vella, Terrassa                            | Descarregat      | 2de9fm, 3de10fm(c), 9de8, Pde8fm                    | 3 enxanetes                       | |                      |

| \| Núm. \| Colla \| Data \| Diada \| Plaça \| Resultat \| Actuació \| Variant \| Notes \| Ref. \| \| ----------------------------------------------------------------------------------------------------------- \| ------------------------------- \| ---------------------- \| --------------------------------------------------- \| ----------------------------------------------- \| ----------- \| ------------------------------------------- \| ----------- \| ----- \| ---- \| \| 107 \| Colla Jove Xiquets de Tarragona \| 2 d'octubre de 2022 \| XXVIII Concurs de castells de Tarragona \| Tarraco Arena Plaça, Tarragona \| Intent \| 9de8(i), 3de9f(id), 3de9f, 4de9f, 2de9fm(c) \| 3 enxanetes \| \| \| \| 108 \| Castellers de Vilafranca \| 29 de juliol de 2023 \| Diada de les Neus \| Plaça de la Vila, Vilanova i la Geltrú \| Descarregat \| Tde9fm, 9de8, 4de9f, Pde8fm \| 1 enxaneta \| \| \| \| 109 \| Castellers de Vilafranca \| 26 d'agost de 2023 \| Festa Major del Catllar \| Plaça de la Vila, el Catllar \| Descarregat \| 3de9f, 9de8 \| 1 enxaneta \| \| \| \| 110 \| Castellers de Vilafranca \| 24 de setembre de 2023 \| Diada de Sant Miquel \| Plaça de la Constitució, Vilafranca del Penedès \| Descarregat \| 3de9f, 4de9f, 9de8, Pde6 \| 1 enxaneta \| \| \| \| 111 \| Castellers de Vilafranca \| 21 d'octubre de 2023 \| Diada dels Moixiganguers d'Igualada \| Plaça de l'Ajuntament, Igualada \| Descarregat \| 3de9f, 4de9f, 9de8, Pde6 \| 1 enxaneta \| \| \| \| 112 \| Castellers de Vilafranca \| 20 de juliol de 2024 \| Diada de les Santes \| Plaça de Santa Anna, Mataró \| Descarregat \| 9de8, 5de9f, Tde9fm, Pde8fm \| 1 enxaneta \| \| \| \| 113 \| Castellers de Vilafranca \| 15 d'agost de 2024 \| Festa Major de la Bisbal del Penedès \| Carrer del Doctor Robert, la Bisbal del Penedès \| Descarregat \| 9de8, Tde9fm, 3de9f, Pde8fm \| 1 enxaneta \| \| \| \| 114 \| Castellers de Vilafranca \| 18 d'agost de 2024 \| Festa Major de Gràcia \| Plaça de la Vila de Gràcia, Barcelona \| Descarregat \| 3de9f, 9de8, 4de9f, Pde7f \| 1 enxaneta \| \| \| \| 115 \| Castellers de Vilafranca \| 24 d'agost de 2024 \| Festa Major del Catllar \| Plaça de la Vila, el Catllar \| Descarregat \| 2de9fm, 5de9f(c), 9de8, Pde8fm \| 1 enxaneta \| \| \| \| 116 \| Castellers de Vilafranca \| 29 d'agost de 2024 \| Vigília de la Festa Major de Vilafranca del Penedès \| Plaça de la Vila, Vilafranca del Penedès \| Descarregat \| 3de9f, 9de8, 4de9f, Pde7f \| 1 enxaneta \| \| \| \| 117 \| Castellers de Vilafranca \| 15 de setembre de 2024 \| Diada del primer diumenge de festes \| Plaça de la Font, Tarragona \| Descarregat \| 4de9fa, 2de9fm(id), 3de9f, 9de8, Pde8fm \| 1 enxaneta \| \| \| \| 118 \| Minyons de Terrassa \| 27 d'octubre de 2024 \| Diada de Sant Narcís \| Plaça del Vi, Girona \| Descarregat \| 3de9f, 5de9f, 9de8 \| 3 enxanetes \| \| \| \| 119 \| Minyons de Terrassa \| 17 de novembre de 2024 \| XLVI Diada dels Minyons de Terrassa \| Plaça Vella, Terrassa \| Descarregat \| 5de9f, 2de9fm, 9de8, Pde6 \| 3 enxanetes \| \| \| \| 120 \| Castellers de Vilafranca \| 19 de juliol de 2025 \| Diada de les Santes \| Plaça de Santa Anna, Mataró \| Descarregat \| 9de8, 5de9f, 3de9f, Pde6 \| 1 enxaneta \| \| \| \| 121 \| Castellers de Vilafranca \| 26 de juliol de 2025 \| V Memorial Pepe Rodríguez \| Plaça del Cap de la Vila, Sitges \| Descarregat \| Tde9fm, 5de9f, 9de8, Pde7f \| 1 enxaneta \| \| \| \| 122 \| Castellers de Vilafranca \| 15 d'agost de 2025 \| Festa Major de la Bisbal del Penedès \| Carrer del Doctor Robert, la Bisbal del Penedès \| Descarregat \| 9de8, 5de9f, 4de9f, Pde7f \| 1 enxaneta \| \| \| \| 123 \| Castellers de Vilafranca \| 17 d'agost de 2025 \| Festa Major de Gràcia \| Plaça de la Vila de Gràcia, Barcelona \| Descarregat \| 4de9f(id), 4de9f, 3de9f, 9de8, Pde7f \| 1 enxaneta \| \| \| \| Font: Base de Dades de la Coordinadora de Colles Castelleres de Catalunya – Colla Jove Xiquets de Tarragona \| \| \| \| \| \| \| \| \| \| |                                 |                        |                                                     |                                                 |             |                                             |             |       |      |
| Núm. | Colla                           | Data                   | Diada                                               | Plaça                                           | Resultat    | Actuació                                    | Variant     | Notes | Ref. |
| 107 | Colla Jove Xiquets de Tarragona | 2 d'octubre de 2022    | XXVIII Concurs de castells de Tarragona             | Tarraco Arena Plaça, Tarragona                  | Intent      | 9de8(i), 3de9f(id), 3de9f, 4de9f, 2de9fm(c) | 3 enxanetes |       |      |
| 108 | Castellers de Vilafranca        | 29 de juliol de 2023   | Diada de les Neus                                   | Plaça de la Vila, Vilanova i la Geltrú          | Descarregat | Tde9fm, 9de8, 4de9f, Pde8fm                 | 1 enxaneta  |       |      |
| 109 | Castellers de Vilafranca        | 26 d'agost de 2023     | Festa Major del Catllar                             | Plaça de la Vila, el Catllar                    | Descarregat | 3de9f, 9de8                                 | 1 enxaneta  |       |      |
| 110 | Castellers de Vilafranca        | 24 de setembre de 2023 | Diada de Sant Miquel                                | Plaça de la Constitució, Vilafranca del Penedès | Descarregat | 3de9f, 4de9f, 9de8, Pde6                    | 1 enxaneta  |       |      |
| 111 | Castellers de Vilafranca        | 21 d'octubre de 2023   | Diada dels Moixiganguers d'Igualada                 | Plaça de l'Ajuntament, Igualada                 | Descarregat | 3de9f, 4de9f, 9de8, Pde6                    | 1 enxaneta  |       |      |
| 112 | Castellers de Vilafranca        | 20 de juliol de 2024   | Diada de les Santes                                 | Plaça de Santa Anna, Mataró                     | Descarregat | 9de8, 5de9f, Tde9fm, Pde8fm                 | 1 enxaneta  |       |      |
| 113 | Castellers de Vilafranca        | 15 d'agost de 2024     | Festa Major de la Bisbal del Penedès                | Carrer del Doctor Robert, la Bisbal del Penedès | Descarregat | 9de8, Tde9fm, 3de9f, Pde8fm                 | 1 enxaneta  |       |      |
| 114 | Castellers de Vilafranca        | 18 d'agost de 2024     | Festa Major de Gràcia                               | Plaça de la Vila de Gràcia, Barcelona           | Descarregat | 3de9f, 9de8, 4de9f, Pde7f                   | 1 enxaneta  |       |      |
| 115 | Castellers de Vilafranca        | 24 d'agost de 2024     | Festa Major del Catllar                             | Plaça de la Vila, el Catllar                    | Descarregat | 2de9fm, 5de9f(c), 9de8, Pde8fm              | 1 enxaneta  |       |      |
| 116 | Castellers de Vilafranca        | 29 d'agost de 2024     | Vigília de la Festa Major de Vilafranca del Penedès | Plaça de la Vila, Vilafranca del Penedès        | Descarregat | 3de9f, 9de8, 4de9f, Pde7f                   | 1 enxaneta  |       |      |
| 117 | Castellers de Vilafranca        | 15 de setembre de 2024 | Diada del primer diumenge de festes                 | Plaça de la Font, Tarragona                     | Descarregat | 4de9fa, 2de9fm(id), 3de9f, 9de8, Pde8fm     | 1 enxaneta  |       |      |
| 118 | Minyons de Terrassa             | 27 d'octubre de 2024   | Diada de Sant Narcís                                | Plaça del Vi, Girona                            | Descarregat | 3de9f, 5de9f, 9de8                          | 3 enxanetes |       |      |
| 119 | Minyons de Terrassa             | 17 de novembre de 2024 | XLVI Diada dels Minyons de Terrassa                 | Plaça Vella, Terrassa                           | Descarregat | 5de9f, 2de9fm, 9de8, Pde6                   | 3 enxanetes |       |      |
| 120 | Castellers de Vilafranca        | 19 de juliol de 2025   | Diada de les Santes                                 | Plaça de Santa Anna, Mataró                     | Descarregat | 9de8, 5de9f, 3de9f, Pde6                    | 1 enxaneta  |       |      |
| 121 | Castellers de Vilafranca        | 26 de juliol de 2025   | V Memorial Pepe Rodríguez                           | Plaça del Cap de la Vila, Sitges                | Descarregat | Tde9fm, 5de9f, 9de8, Pde7f                  | 1 enxaneta  |       |      |
| 122 | Castellers de Vilafranca        | 15 d'agost de 2025     | Festa Major de la Bisbal del Penedès                | Carrer del Doctor Robert, la Bisbal del Penedès | Descarregat | 9de8, 5de9f, 4de9f, Pde7f                   | 1 enxaneta  |       |      |
| 123 | Castellers de Vilafranca        | 17 d'agost de 2025     | Festa Major de Gràcia                               | Plaça de la Vila de Gràcia, Barcelona           | Descarregat | 4de9f(id), 4de9f, 3de9f, 9de8, Pde7f        | 1 enxaneta  |       |      |
| Font: Base de Dades de la Coordinadora de Colles Castelleres de Catalunya – Colla Jove Xiquets de Tarragona |                                 |                        |                                                     |                                                 |             |                                             |             |       |      |

| Núm. | Colla                           | Data                   | Diada                                               | Plaça                                           | Resultat    | Actuació                                    | Variant     | Notes | Ref. |
| --- | ------------------------------- | ---------------------- | --------------------------------------------------- | ----------------------------------------------- | ----------- | ------------------------------------------- | ----------- | ----- | ---- |
| 107 | Colla Jove Xiquets de Tarragona | 2 d'octubre de 2022    | XXVIII Concurs de castells de Tarragona             | Tarraco Arena Plaça, Tarragona                  | Intent      | 9de8(i), 3de9f(id), 3de9f, 4de9f, 2de9fm(c) | 3 enxanetes |       |      |
| 108 | Castellers de Vilafranca        | 29 de juliol de 2023   | Diada de les Neus                                   | Plaça de la Vila, Vilanova i la Geltrú          | Descarregat | Tde9fm, 9de8, 4de9f, Pde8fm                 | 1 enxaneta  |       |      |
| 109 | Castellers de Vilafranca        | 26 d'agost de 2023     | Festa Major del Catllar                             | Plaça de la Vila, el Catllar                    | Descarregat | 3de9f, 9de8                                 | 1 enxaneta  |       |      |
| 110 | Castellers de Vilafranca        | 24 de setembre de 2023 | Diada de Sant Miquel                                | Plaça de la Constitució, Vilafranca del Penedès | Descarregat | 3de9f, 4de9f, 9de8, Pde6                    | 1 enxaneta  |       |      |
| 111 | Castellers de Vilafranca        | 21 d'octubre de 2023   | Diada dels Moixiganguers d'Igualada                 | Plaça de l'Ajuntament, Igualada                 | Descarregat | 3de9f, 4de9f, 9de8, Pde6                    | 1 enxaneta  |       |      |
| 112 | Castellers de Vilafranca        | 20 de juliol de 2024   | Diada de les Santes                                 | Plaça de Santa Anna, Mataró                     | Descarregat | 9de8, 5de9f, Tde9fm, Pde8fm                 | 1 enxaneta  |       |      |
| 113 | Castellers de Vilafranca        | 15 d'agost de 2024     | Festa Major de la Bisbal del Penedès                | Carrer del Doctor Robert, la Bisbal del Penedès | Descarregat | 9de8, Tde9fm, 3de9f, Pde8fm                 | 1 enxaneta  |       |      |
| 114 | Castellers de Vilafranca        | 18 d'agost de 2024     | Festa Major de Gràcia                               | Plaça de la Vila de Gràcia, Barcelona           | Descarregat | 3de9f, 9de8, 4de9f, Pde7f                   | 1 enxaneta  |       |      |
| 115 | Castellers de Vilafranca        | 24 d'agost de 2024     | Festa Major del Catllar                             | Plaça de la Vila, el Catllar                    | Descarregat | 2de9fm, 5de9f(c), 9de8, Pde8fm              | 1 enxaneta  |       |      |
| 116 | Castellers de Vilafranca        | 29 d'agost de 2024     | Vigília de la Festa Major de Vilafranca del Penedès | Plaça de la Vila, Vilafranca del Penedès        | Descarregat | 3de9f, 9de8, 4de9f, Pde7f                   | 1 enxaneta  |       |      |
| 117 | Castellers de Vilafranca        | 15 de setembre de 2024 | Diada del primer diumenge de festes                 | Plaça de la Font, Tarragona                     | Descarregat | 4de9fa, 2de9fm(id), 3de9f, 9de8, Pde8fm     | 1 enxaneta  |       |      |
| 118 | Minyons de Terrassa             | 27 d'octubre de 2024   | Diada de Sant Narcís                                | Plaça del Vi, Girona                            | Descarregat | 3de9f, 5de9f, 9de8                          | 3 enxanetes |       |      |
| 119 | Minyons de Terrassa             | 17 de novembre de 2024 | XLVI Diada dels Minyons de Terrassa                 | Plaça Vella, Terrassa                           | Descarregat | 5de9f, 2de9fm, 9de8, Pde6                   | 3 enxanetes |       |      |
| 120 | Castellers de Vilafranca        | 19 de juliol de 2025   | Diada de les Santes                                 | Plaça de Santa Anna, Mataró                     | Descarregat | 9de8, 5de9f, 3de9f, Pde6                    | 1 enxaneta  |       |      |
| 121 | Castellers de Vilafranca        | 26 de juliol de 2025   | V Memorial Pepe Rodríguez                           | Plaça del Cap de la Vila, Sitges                | Descarregat | Tde9fm, 5de9f, 9de8, Pde7f                  | 1 enxaneta  |       |      |
| 122 | Castellers de Vilafranca        | 15 d'agost de 2025     | Festa Major de la Bisbal del Penedès                | Carrer del Doctor Robert, la Bisbal del Penedès | Descarregat | 9de8, 5de9f, 4de9f, Pde7f                   | 1 enxaneta  |       |      |
| 123 | Castellers de Vilafranca        | 17 d'agost de 2025     | Festa Major de Gràcia                               | Plaça de la Vila de Gràcia, Barcelona           | Descarregat | 4de9f(id), 4de9f, 3de9f, 9de8, Pde7f        | 1 enxaneta  |       |      |
| Font: Base de Dades de la Coordinadora de Colles Castelleres de Catalunya – Colla Jove Xiquets de Tarragona |                                 |                        |                                                     |                                                 |             |                                             |             |       |      |

## Colles
Actualment hi ha 7 colles castelleres que han aconseguit carregar o descarregar el 9 de 8. La taula següent mostra la data, diada i plaça en què les colles el van carregar i/o descarregar per primera vegada:
| Núm. | Colla                             | Carregat         | Diada                                 | Plaça                                    | Descarregat      | Diada                                 | Plaça                                    |
| ---- | --------------------------------- | ---------------- | ------------------------------------- | ---------------------------------------- | ---------------- | ------------------------------------- | ---------------------------------------- |
| 1    | Colla Vella dels Xiquets de Valls | 7 octubre 2001   | Diada del Mercadal                    | Plaça del Mercadal, Reus                 | 7 octubre 2001   | Diada del Mercadal                    | Plaça del Mercadal, Reus                 |
| 2    | Colla Jove Xiquets de Tarragona   | 16 setembre 2012 | Diada del primer diumenge de festes   | Plaça de la Font, Tarragona              | 16 setembre 2012 | Diada del primer diumenge de festes   | Plaça de la Font, Tarragona              |
| 3    | Colla Joves Xiquets de Valls      | 7 octubre 2012   | XXIV Concurs de castells de Tarragona | Tarraco Arena Plaça, Tarragona           | 7 octubre 2012   | XXIV Concurs de castells de Tarragona | Tarraco Arena Plaça, Tarragona           |
| 4    | Castellers de Vilafranca          | 21 juliol 2013   | Diada de les Santes                   | Plaça de Santa Anna, Mataró              | 21 juliol 2013   | Diada de les Santes                   | Plaça de Santa Anna, Mataró              |
| 5    | Minyons de Terrassa               | 5 juliol 2014    | Vigília de la Festa Major de Terrassa | Plaça Vella, Terrassa                    | 5 juliol 2014    | Vigília de la Festa Major de Terrassa | Plaça Vella, Terrassa                    |
| 6    | Castellers de Barcelona           | 2 novembre 2014  | Diada del Roser                       | Plaça de la Vila, Vilafranca del Penedès | 2 novembre 2014  | Diada del Roser                       | Plaça de la Vila, Vilafranca del Penedès |
| 7    | Capgrossos de Mataró              | 30 octubre 2016  | Diada de Sant Narcís                  | Plaça del Vi, Girona                     | No descarregat   | No descarregat                        | No descarregat                           |

### No assolit
Actualment hi ha 1 colla castellera, els Castellers de la Vila de Gràcia que van desmuntar l'únic 9 de 8 que han intentat. És a dir, que l'ha assajat i portat a plaça però que no l'ha carregat mai. La taula següent mostra la data, diada i plaça en què l'intentà per primera vegada:
| Núm. | Colla                           | Intent           | Diada                                         | Plaça                                 |
| ---- | ------------------------------- | ---------------- | --------------------------------------------- | ------------------------------------- |
| 1    | Castellers de la Vila de Gràcia | 20 novembre 2016 | XX Diada dels Castellers de la Vila de Gràcia | Plaça de la Vila de Gràcia, Barcelona |

## Estadística
| Resultat              |
| --------------------- |
| Descarregat (D)       |
| Carregat (C)          |
| Intent (I)            |
| Intent desmuntat (ID) |

Actualitzat a 16 d'agost de 2025

### Nombre de vegades
Fins a l'actualitat s'han fet més d'un centenar de temptatives d'aquest castell entre 8 colles diferents. La colla que l'ha assolit i descarregat més vegades actualment és la Colla Jove Xiquets de Tarragona. A continuació hi ha les seves dades estadístiques.
| Núm.        | Colla                             | Resultats globals | Resultats globals | Resultats globals | Resultats globals | Total | Resultats parcials | Resultats parcials | Resultats parcials |
| Núm.        | Colla                             | D                 | C                 | I                 | ID                | Total | Assolit (D+C)      | No assolit (I+ID)  | Caigudes (C+I)     |
| ----------- | --------------------------------- | ----------------- | ----------------- | ----------------- | ----------------- | ----- | ------------------ | ------------------ | ------------------ |
| 1           | Colla Jove Xiquets de Tarragona   | 41                | 1                 | 1                 | 1                 | 44    | 42                 | 2                  | 2                  |
| 2           | Castellers de Vilafranca          | 23                | 1                 | 0                 | 1                 | 25    | 24                 | 1                  | 1                  |
| 3           | Minyons de Terrassa               | 22                | 0                 | 0                 | 0                 | 22    | 22                 | 0                  | 0                  |
| 4           | Colla Vella dels Xiquets de Valls | 18                | 3                 | 0                 | 0                 | 21    | 21                 | 0                  | 3                  |
| 5           | Castellers de Barcelona           | 4                 | 1                 | 0                 | 0                 | 5     | 5                  | 0                  | 1                  |
| 6           | Colla Joves Xiquets de Valls      | 2                 | 0                 | 2                 | 0                 | 4     | 2                  | 2                  | 2                  |
| 7           | Capgrossos de Mataró              | 0                 | 1                 | 0                 | 0                 | 1     | 1                  | 0                  | 1                  |
| 8           | Castellers de la Vila de Gràcia   | 0                 | 0                 | 0                 | 1                 | 1     | 0                  | 1                  | 0                  |
| Total       | Total                             | 110               | 7                 | 3                 | 3                 | 123   | 117                | 6                  | 10                 |
| Percentatge | Percentatge                       | 89%               | 6%                | 2%                | 2%                | 100%  | 95%                | 5%                 | 8%                 |

### Segons variant
Fins avui, cadascuna de les set colles que han assolit el 9 de 8 ha fet sempre tots els seus intents d'aquest castell en una sola de les seves variants.
| Núm.  | Colla                             | 3 enxanetes | 3 enxanetes | 3 enxanetes | 3 enxanetes | 3 enxanetes | 1 enxaneta | 1 enxaneta | 1 enxaneta | 1 enxaneta | 1 enxaneta |
| Núm.  | Colla                             | D           | C           | I           | ID          | Total       | D          | C          | I          | ID         | Total      |
| ----- | --------------------------------- | ----------- | ----------- | ----------- | ----------- | ----------- | ---------- | ---------- | ---------- | ---------- | ---------- |
| 1     | Colla Jove Xiquets de Tarragona   | 41          | 1           | 1           | 1           | 44          | 0          | 0          | 0          | 0          | 0          |
| 2     | Minyons de Terrassa               | 22          | 0           | 0           | 0           | 22          | 0          | 0          | 0          | 0          | 0          |
| 3     | Castellers de Vilafranca          | 0           | 0           | 0           | 0           | 0           | 23*        | 1          | 0          | 1          | 25         |
| 4     | Colla Vella dels Xiquets de Valls | 18          | 3           | 0           | 0           | 21          | 0          | 0          | 0          | 0          | 0          |
| 5     | Castellers de Barcelona           | 0           | 0           | 0           | 0           | 0           | 4          | 1          | 0          | 0          | 5          |
| 6     | Colla Joves Xiquets de Valls      | 2           | 0           | 2           | 0           | 4           | 0          | 0          | 0          | 0          | 0          |
| 7     | Capgrossos de Mataró              | 0           | 1           | 0           | 0           | 1           | 0          | 0          | 0          | 0          | 0          |
| 8     | Castellers de la Vila de Gràcia   | 0           | 0           | 0           | 1           | 1           | 0          | 0          | 0          | 0          | 0          |
| Total | Total                             | 83          | 5           | 3           | 2           | 91          | 27         | 2          | 0          | 1          | 25         |

(*) El 21-09-2014, a la Diada de la Mercè a Barcelona, els Castellers de Vilafranca van fer el castell amb 3 enxanetes, passant una de les tres pels tres poms, veient-se així 5 aletes en total.

### Poblacions
Fins a l'actualitat el 9 de 8 s'ha intentat en 23 poblacions diferents, i en totes s'ha descarregat. La població on s'ha assolit més cops aquest castell és Tarragona.
| Núm.  | Població               | D   | C | I | ID | Total |
| ----- | ---------------------- | --- | - | - | -- | ----- |
| 1     | Tarragona              | 26  | 2 | 1 | 0  | 29    |
| 2     | Barcelona              | 9   | 0 | 0 | 1  | 10    |
| 3     | Terrassa               | 8   | 1 | 0 | 0  | 9     |
| 4     | El Catllar             | 8   | 0 | 0 | 1  | 9     |
| 5     | Vilafranca del Penedès | 8   | 0 | 0 | 0  | 8     |
| 6     | Vilanova i la Geltrú   | 7   | 0 | 0 | 0  | 7     |
| 7     | Reus                   | 6   | 0 | 0 | 0  | 6     |
| 8     | Mataró                 | 6   | 0 | 0 | 0  | 6     |
| 9     | Valls                  | 5   | 2 | 2 | 0  | 9     |
| 10    | l'Arboç                | 5   | 0 | 0 | 0  | 5     |
| 11    | La Bisbal del Penedès  | 4   | 0 | 0 | 0  | 3     |
| 12    | Girona                 | 2   | 1 | 0 | 0  | 3     |
| 13    | El Vendrell            | 2   | 0 | 0 | 0  | 2     |
| 14    | Vilallonga del Camp    | 2   | 0 | 0 | 0  | 2     |
| 15    | Igualada               | 2   | 0 | 0 | 0  | 2     |
| 17    | Sitges                 | 2   | 0 | 0 | 0  | 1     |
| 16    | Torredembarra          | 1   | 1 | 0 | 1  | 3     |
| 18    | Granollers             | 1   | 0 | 0 | 0  | 1     |
| 19    | Sabadell               | 1   | 0 | 0 | 0  | 1     |
| 20    | Esplugues de Llobregat | 1   | 0 | 0 | 0  | 1     |
| 21    | Altafulla              | 1   | 0 | 0 | 0  | 1     |
| 22    | Lleida                 | 1   | 0 | 0 | 0  | 1     |
| 23    | Llorenç del Penedès    | 1   | 0 | 0 | 0  | 1     |
| Total | Total                  | 110 | 7 | 3 | 3  | 123   |

### Temporades
La taula següent mostra totes les ocasions en què ha estat intentat per les colles al llarg de les temporades, des del primer descarregat el 2001.
| Núm.  | Colla                             | 2001 |  | 2003 |  | 2011   | 2012   | 2013        | 2014         | 2015   | 2016         | 2017 | 2018    | 2019 |  | 2022 | 2023 | 2024 | 2025 | Total             |
| ----- | --------------------------------- | ---- |  | ---- |  | ------ | ------ | ----------- | ------------ | ------ | ------------ | ---- | ------- | ---- |  | ---- | ---- | ---- | ---- | ----------------- |
| 1     | Colla Vella dels Xiquets de Valls | 1d   |  | 1d   |  | 1d, 1c | 3d     | 1d          | 1d           | 1c     |              | 3d   | 7d, 1c  |      |  |      |      |      |      | 18d, 3c           |
| 2     | Colla Jove Xiquets de Tarragona   |      |  |      |  |        | 3d     | 4d, 1id     | 4d, 1c       | 2d     | 9d           | 4d   | 9d      | 6d   |  | 1i   |      |      |      | 41d, 1c, 1i, 1id  |
| 3     | Colla Joves Xiquets de Valls      |      |  |      |  |        | 2d, 1i | 1i          |              |        |              |      |         |      |  |      |      |      |      | 2d, 2i            |
| 4     | Castellers de Vilafranca          |      |  |      |  |        |        | 4d          | 5d, 1c, 1id  |        |              |      |         |      |  |      | 4d   | 6d   | 4d   | 23d, 1c, 1id      |
| 5     | Minyons de Terrassa               |      |  |      |  |        |        |             | 9d           | 3d     | 3d           |      | 2d      | 3d   |  |      |      | 2d   |      | 22d               |
| 6     | Castellers de Barcelona           |      |  |      |  |        |        |             | 2d           | 2d, 1c |              |      |         |      |  |      |      |      |      | 4d, 1c            |
| 7     | Capgrossos de Mataró              |      |  |      |  |        |        |             |              |        | 1c           |      |         |      |  |      |      |      |      | 1c                |
| 8     | Castellers de la Vila de Gràcia   |      |  |      |  |        |        |             |              |        | 1id          |      |         |      |  |      |      |      |      | 1id               |
| Total | Total                             | 1d   |  | 1d   |  | 1d, 1c | 8d, 1i | 9d, 1i, 1id | 21d, 2c, 1id | 7d, 2c | 12d, 1c, 1id | 7d   | 18d, 1c | 9d   |  | 1i   | 4d   | 8d   | 4d   | 110d, 7c, 3i, 3id |